# Polnische Grammatik
Dieser Artikel beschreibt die Grammatik der polnischen Sprache unter Einbeziehung einiger sprachgeschichtlicher Anmerkungen und dialektaler Besonderheiten.
Das Polnische als westslawische Sprache hat in der Deklination 7 Kasus (Fälle) und 3 Genera (Geschlechter) bewahrt; der Dual (die Zweizahl) ist längst nicht mehr existent. In der Beugung von Verben ist als ursprüngliche Form nur die Gegenwartsform erhalten; Vergangenheit, Zukunft und Möglichkeitsform werden mit Hilfsverben gebildet.
Als einzige slawische Sprache hat das Polnische zwei Nasalvokale (ą und ę) bewahrt, die jedoch nicht mehr in der ursprünglichen Verteilung vorkommen. Andererseits kennt das Polnische keine langen Vokale mehr, oder besser gesagt: Kürze oder Länge von Vokalen sind lexikalisch ohne Bedeutung. Einige Buchstaben werden in den verschiedenen polnischen Dialekten unterschiedlich ausgesprochen (siehe hierzu: Etymologie und dialektale Varianten).
Im Folgenden werden Beugungsmuster anhand von Tabellen dargestellt; in eckigen Klammern stehen Ausspracheangaben mithilfe des Internationalen Phonetischen Alphabets (IPA), und kursiv gedruckt sind einzelne Buchstaben oder Bestandteile von Wörtern des Polnischen.

## Lautlehre
Die Ausspracheangaben gemäß der IPA werden in diesem Abschnitt ergänzt durch eine Art von Lautschrift, welche versucht, die polnischen Laute nach der Leseweise des Hochdeutschen zu umschreiben, auch wenn dies nur annäherungsweise möglich ist. Die folgende Tabelle zeigt das polnische Alphabet, sowie eine Entsprechung zwischen häufigen Buchstabengruppen und der entsprechenden Aussprache; Einzelheiten
werden im Rest des Kapitels erläutert.
| Alphabet, Schreibung und Aussprache des Polnischen | Alphabet, Schreibung und Aussprache des Polnischen                       | Alphabet, Schreibung und Aussprache des Polnischen | Alphabet, Schreibung und Aussprache des Polnischen        |
| Buchstabe(n) | Bezeichnung                                                              | Aussprache                                         | Varianten                                                 |
| --- | ------------------------------------------------------------------------ | -------------------------------------------------- | --------------------------------------------------------- |
| a | a                                                                        | [a]                                                |                                                           |
| ą | ą                                                                        | [ɔ̃]                                                | s. Abschnitt „Varianten der Nasalvokale“                  |
| b bi | be                                                                       | [b] [bʲ]                                           | wie p1 [bʲi]3                                             |
| c ci (!) ć ch cz (!) | ce ci                                                                    | [t͡s] [t̠͡ɕ] [x] [ʈ͡ʂ]                                 | wie dz2 [t̠͡ɕi]3 wie dź2 [ɣ]2 wie dź                        |
| d di dz dzi (!) dź | de                                                                       | [d] [dʲ] [d͡z] [d̠͡ʑ]                                 | wie t1 [dʲi]3 wie c1 [d̠͡ʑi]3 wie ć1                        |
| e | e                                                                        | [ɛ]                                                | [e] nach/zwischen Palatalen                               |
| ę | ę                                                                        | [ɛ̃]                                                | s. Abschnitt „Varianten der Nasalvokale“                  |
| f fi | ef                                                                       | [f] [fʲ]                                           | wie w2 [fʲi]3                                             |
| g gi | gie                                                                      | [g] [gʲ]                                           | wie k1 [gʲi]3                                             |
| h (!) | ha                                                                       | wie ch                                             | [ɣ]2, ([ɦ]5)                                              |
| i | i                                                                        | [i]                                                | [ʲ] vor Vokal, [ʲi]4                                      |
| j | jot                                                                      | [j]                                                | [ʲj] nach Konsonant                                       |
| k ki | ka                                                                       | [k] [kʲ]                                           | wie g2 [kʲi]3                                             |
| l ł | el eł                                                                    | [l] [w]                                            | ([lʲ]5) [u] oder gar nicht4, ([ł]5)                       |
| m mi | em                                                                       | [m] [mʲ]                                           | [mʲi]3                                                    |
| n ni ń | en eń                                                                    | [n] [ɲ]                                            | [ɲi]3                                                     |
| o | o                                                                        | [o]                                                | [ɔ]                                                       |
| ó | o kreskowane / o z kreską „o mit Strich“ / u zamknięte „geschlossenes u“ | [u]                                                |                                                           |
| p pi | pe                                                                       | [p] [pʲ]                                           | wie b2 [pʲi]3                                             |
| r rz (!) | er                                                                       | [r] (gerollt) wie ż                                | auch stimmlos: [r̥]1 wie sz1, [rz] (selten), ([r̝] / [r̝̊] 5) |
| s si ś sz (!) | es eś                                                                    | [s] [ɕ] [ʂ]                                        | wie z2 [ɕi]3 wie ź2 wie ż2                                |
| t ti | te                                                                       | [t] [tʲ] bzw. [tʲi]3                               | wie d2                                                    |
| u | u / u otwarte „offenes u“                                                | [u]                                                | [u̯]                                                       |
| w | wu                                                                       | [v]                                                | [f]1                                                      |
| y | igrek                                                                    | [ɨ]                                                |                                                           |
| z zi (!) ź | zet ziet                                                                 | [z] [ʑ]                                            | wie s1 [ʑi]3 wie ś1                                       |
| ż | żet                                                                      | [ʐ]                                                | wie sz1                                                   |
| 1 In stimmlosen Konsonantengruppen oder im Auslaut in der Pausa 2 In stimmhaften Konsonantengruppen 3 Am Wortende 4 Am Wortende nach Konsonant 5 Ältere Aussprache oder Dialektvariante |                                                                          |                                                    |                                                           |

### Vokale
|                                                                   | Vordere Vokale                                                          |                                                                         | Zentrale Vokale                                                         |                                                                         | Hintere Vokale                                                          |
| Geschlossene Vokale                                               | \| i ɨ u ɛ • ɛ̃ ɔ • ɔ̃ a e1 Allophon von ɛ in palatalisierter Umgebung \| | \| i ɨ u ɛ • ɛ̃ ɔ • ɔ̃ a e1 Allophon von ɛ in palatalisierter Umgebung \| | \| i ɨ u ɛ • ɛ̃ ɔ • ɔ̃ a e1 Allophon von ɛ in palatalisierter Umgebung \| | \| i ɨ u ɛ • ɛ̃ ɔ • ɔ̃ a e1 Allophon von ɛ in palatalisierter Umgebung \| | \| i ɨ u ɛ • ɛ̃ ɔ • ɔ̃ a e1 Allophon von ɛ in palatalisierter Umgebung \| |
| fast geschlossen                                                  | \| i ɨ u ɛ • ɛ̃ ɔ • ɔ̃ a e1 Allophon von ɛ in palatalisierter Umgebung \| | \| i ɨ u ɛ • ɛ̃ ɔ • ɔ̃ a e1 Allophon von ɛ in palatalisierter Umgebung \| | \| i ɨ u ɛ • ɛ̃ ɔ • ɔ̃ a e1 Allophon von ɛ in palatalisierter Umgebung \| | \| i ɨ u ɛ • ɛ̃ ɔ • ɔ̃ a e1 Allophon von ɛ in palatalisierter Umgebung \| | \| i ɨ u ɛ • ɛ̃ ɔ • ɔ̃ a e1 Allophon von ɛ in palatalisierter Umgebung \| |
| halbgeschlossen                                                   | \| i ɨ u ɛ • ɛ̃ ɔ • ɔ̃ a e1 Allophon von ɛ in palatalisierter Umgebung \| | \| i ɨ u ɛ • ɛ̃ ɔ • ɔ̃ a e1 Allophon von ɛ in palatalisierter Umgebung \| | \| i ɨ u ɛ • ɛ̃ ɔ • ɔ̃ a e1 Allophon von ɛ in palatalisierter Umgebung \| | \| i ɨ u ɛ • ɛ̃ ɔ • ɔ̃ a e1 Allophon von ɛ in palatalisierter Umgebung \| | \| i ɨ u ɛ • ɛ̃ ɔ • ɔ̃ a e1 Allophon von ɛ in palatalisierter Umgebung \| |
| mittel                                                            | \| i ɨ u ɛ • ɛ̃ ɔ • ɔ̃ a e1 Allophon von ɛ in palatalisierter Umgebung \| | \| i ɨ u ɛ • ɛ̃ ɔ • ɔ̃ a e1 Allophon von ɛ in palatalisierter Umgebung \| | \| i ɨ u ɛ • ɛ̃ ɔ • ɔ̃ a e1 Allophon von ɛ in palatalisierter Umgebung \| | \| i ɨ u ɛ • ɛ̃ ɔ • ɔ̃ a e1 Allophon von ɛ in palatalisierter Umgebung \| | \| i ɨ u ɛ • ɛ̃ ɔ • ɔ̃ a e1 Allophon von ɛ in palatalisierter Umgebung \| |
| halboffen                                                         | \| i ɨ u ɛ • ɛ̃ ɔ • ɔ̃ a e1 Allophon von ɛ in palatalisierter Umgebung \| | \| i ɨ u ɛ • ɛ̃ ɔ • ɔ̃ a e1 Allophon von ɛ in palatalisierter Umgebung \| | \| i ɨ u ɛ • ɛ̃ ɔ • ɔ̃ a e1 Allophon von ɛ in palatalisierter Umgebung \| | \| i ɨ u ɛ • ɛ̃ ɔ • ɔ̃ a e1 Allophon von ɛ in palatalisierter Umgebung \| | \| i ɨ u ɛ • ɛ̃ ɔ • ɔ̃ a e1 Allophon von ɛ in palatalisierter Umgebung \| |
| fast offen                                                        | \| i ɨ u ɛ • ɛ̃ ɔ • ɔ̃ a e1 Allophon von ɛ in palatalisierter Umgebung \| | \| i ɨ u ɛ • ɛ̃ ɔ • ɔ̃ a e1 Allophon von ɛ in palatalisierter Umgebung \| | \| i ɨ u ɛ • ɛ̃ ɔ • ɔ̃ a e1 Allophon von ɛ in palatalisierter Umgebung \| | \| i ɨ u ɛ • ɛ̃ ɔ • ɔ̃ a e1 Allophon von ɛ in palatalisierter Umgebung \| | \| i ɨ u ɛ • ɛ̃ ɔ • ɔ̃ a e1 Allophon von ɛ in palatalisierter Umgebung \| |
| offen                                                             | \| i ɨ u ɛ • ɛ̃ ɔ • ɔ̃ a e1 Allophon von ɛ in palatalisierter Umgebung \| | \| i ɨ u ɛ • ɛ̃ ɔ • ɔ̃ a e1 Allophon von ɛ in palatalisierter Umgebung \| | \| i ɨ u ɛ • ɛ̃ ɔ • ɔ̃ a e1 Allophon von ɛ in palatalisierter Umgebung \| | \| i ɨ u ɛ • ɛ̃ ɔ • ɔ̃ a e1 Allophon von ɛ in palatalisierter Umgebung \| | \| i ɨ u ɛ • ɛ̃ ɔ • ɔ̃ a e1 Allophon von ɛ in palatalisierter Umgebung \| |
| i ɨ u ɛ • ɛ̃ ɔ • ɔ̃ a e1 Allophon von ɛ in palatalisierter Umgebung |                                                                         |                                                                         |                                                                         |                                                                         |                                                                         |

#### Vokalinventar
- Das Polnische kennt die Vokale a, e, i, y, o, u (= ó), ą, ę (das sind: /a, ɛ, i, ɨ, ɔ, u, ɔ̃, ɛ̃/).
- Zu e existiert neben /ɛ/ auch die geschlossene Aussprache-Variante [e] zwischen palatalisierten Vokalen: dzień [d͡ʑeɲ] (etwa wie 'dschjeejn') „Tag“, Pniewy (etwa wie 'pnjeewe') [ˈpɲevɨ] „die Stadt Pinne“.
- Die Buchstaben u und ó haben stets dieselbe Aussprache: samochód (etwa wie 'samochut') [sa'mɔxut] „Auto“.

Vokaldauer:
- Das Phonemsystem des Polnischen unterscheidet keine Vokallängen.
- Unbetonte Vokale sind kurz, betonte werden manchmal gedehnt gesprochen: czasami (etwa wie 'tschaßaami') [ʈ͡ʂa'saˑmi] „manchmal“.

Gespanntheit (Öffnungsgrad):
- Die Vokale i und u sind geschlossen ([i] / [u]): musi [muɕi] „muss“.
- e und o sind meist offen ([ɛ] / [ɔ]): może [mɔʐɛ] „vielleicht“.
- y ist ein ungespanntes [ɨ], etwa wie i im deutschen „bin“;
am Wortende ähnelt es dem Schwa: ryby (etwa wie 'ribbe') [rɨbɨ] „Fische“.

Varianten der Nasalvokale:
- Die Nasalvokale ą und ę können auf viele verschiedene Arten realisiert werden:

| Umgebung | Aussprache                  | Beispiel |
| --- | --------------------------- | --- |
| vor allem in der Pausa | [ɔɰ̃] / [ɛɰ̃]                 | są (etwa wie nasales 'ßou') [sɔɰ̃] „sind“ |
| ąb ęb ąp ęp | [ɔmb] [ɛmb] [ɔmp] [ɛmp]     | trąbić (etwa wie 'trombitch') [trɔmbit̠͡ɕ] „hupen“ gołębie (etwa wie 'gouämbjä') [gɔu̯ɛmbʲɛ] „Tauben“ kąpać (etwa wie 'kompatch') [kɔmpat̠͡ɕ] „baden“ następny (etwa wie 'nass-tämpne') [nas'tɛmpnɨ] „nächster“ |
| ąd1 ęd1 ąt1 ęt1 | [ɔnd] [ɛnd] [ɔnt] [ɛnt]     | oglądać (etwa wie 'o-glondatch') [ɔ'glɔndat̠͡ɕ] „abschauen“ prędki (etwa wie 'präntki') [prɛntkʲi]3 „rasch“ łączę (etwa wie 'uontschä') [wɔnt̠͡ɕɛ] „ich verbinde“                                              |
| ąg ęg ąk ęk | [ɔŋg] [ɛŋg] [ɔŋk] [ɛŋk]     | pociąg (etwa wie 'po-tchonk') [pɔt̠͡ɕɔŋk]3 „Zug“ ręka (etwa wie 'ränka') ['rɛŋka] „Hand/Arm“ |
| ądź2 ędź2 ąć2 ęć2 | [ɔɲd̠͡ʑ] [ɛɲd̠͡ʑ] [ɔɲt̠͡ɕ] [ɛɲt̠͡ɕ] | pięć (etwa wie 'pjäntch') [pʲɛɲt̠͡ɕ] „fünf“ łabędzie (etwa wie 'ua-bändchä') [wa'bɛɲd̠͡ʑɛ] „Schwäne“ zdjęcie (etwa wie 'sdjän-tchä') ['zdjɛɲt̠͡ɕɛ] „Foto“                                                        |
| 1 Die Aussprache [ɔn] / [ɛn] gilt auch für die Affrikata ąc(z) und ęc(z) 2 Gilt auch für die die Schreibweise ądzi / ędzi bzw. ąci / ęci 3Angleichung an den Folgekonsonanten bzw. Auslautverhärtung. |                             | |

- Besonders am Wortende haben ą und ę die Tendenz, entnasaliert zu werden; ę kann dann zu 'a' tendieren.

#### Betonung
- Im Allgemeinen wird die vorletzte Silbe betont (und eventuell ihr Vokal etwas gedehnt), unabhängig davon, ob sie zum Wortstamm oder einer Endung gehört:

```
lekarz
 (etwa wie 'lä-kasch') [lɛkaʂ] „Arzt“

lekarzem
 (instr.) (etwa wie 'lä-kaaschäm') [lɛ'kaˑʐɛm] „Arzt“

lekarzami
 (instr.) (etwa wie 'läka-schaami') [lɛkaʐ'aˑmi] „Ärzte“.
```

- Werden die Endungen des Verbs być „sein“ an ein Wort angehängt, hat dies keinen Einfluss auf dessen Betonung, sodass im Präteritum und Konditional bei einem Verb ggf. die drittletzte Silbe betont wird: pisaliśmy „wir schrieben“ usw.

#### Diphthonge (Doppellaute)
- Zwei nebeneinanderstehende Vokale gehören eigentlich zu zwei verschiedenen Silben, sodass im polnischen Phoneminventar keine Diphthonge erscheinen:

```
n
au
czyciel
 /na.u.ʈ͡ʂɨ.t̠͡ɕɛl/ „Lehrer“

id
ee
 /i'dɛ.ɛ/ „Ideen“
```

- Ausnahmen sind die Kombinationen ia, ie, io, iu, das ist: Palatalisierter Konsonant + [a, ɛ, ɔ, u]. Die Deklinationsendung ii wird wie einsilbiges langes [i:] gesprochen: teorii (etwa wie 'tä-orri') [tɛ'ɔri:] „der Theorie“.

Allerdings werden durchaus Diphthonge gesprochen:
- Die Kombinationen au und eu in Fremdwörtern werden meist einsilbig gesprochen: aula [awla] „Aula“. Europa [ɛwˈrɔpa]
- Durch Kombination mit j und ł entstehen die einsilbigen Verbindungen aj, ej, ij, yj, oj, ój/uj; ał, eł, ił, ył, oł, ół/uł, ął:

|          | i-Diphthonge                                                                             | u-Diphthonge                                                                                      |
| -------- | ---------------------------------------------------------------------------------------- | ------------------------------------------------------------------------------------------------- |
| a-Anlaut | bodaj (etwa wie 'boddai') [bɔdai̯] „eventuell“                                            | miał (etwa wie 'mjau') [mjaw] „er hatte“                                                          |
| e-Anlaut | sejf (etwa wie 'ßäif') [sɛi̯f] „Safe“                                                     | kieł (etwa wie 'kjäo') [kʲɛw] „Zahn“                                                              |
| i-Anlaut | kij (etwa wie 'kij') [kʲii̯] „Stock“                                                      | ił (etwa wie 'i-u') [iw] „Schlamm“                                                                |
| y-Anlaut | czyj (etwa wie 'tschij') [ʈ͡ʂɨi̯] „wessen“                                                 | tył (etwa wie 'tüu') [tɨw] „Gesäß“                                                                |
| o-Anlaut | wojna (etwa wie 'woina') [vɔi̯na] „Krieg“                                                 | chochoł (etwa wie 'cho-chou') [xɔxɔw] „Gipfel“ minął (etwa wie 'minou') [mʲinɔw] „ist abgelaufen“ |
| u-Anlaut | mój (etwa wie 'mui') [mui̯] „mein“ niechluj (etwa wie 'njäch-lui') [ɲɛxlui̯] „Schmierfink“ | stół (etwa wie 'ßtuu') [stuw] „Tisch“ muł (etwa wie 'muu') [muw] „Maultier“                       |

### Konsonanten
Die folgende Tabelle zeigt die Konsonanten des Polnischen samt Varianten und nur in einigen Dialekten vorkommenden Lauten:
| Artikulationsort                                                                  | Labial   | Labial      | Koronal | Koronal  | Koronal   | Koronal         | Dorsal  | Dorsal | -       |
| Artikulationsart ↓                                                                | Bilabial | Labiodental | Dental  | Alveolar | Retroflex | Alveolo-palatal | Palatal | Velar  | Glottal |
| Nasale                                                                            | m        |             | n       | n        |           |                 | ɲ       | ŋ      |         |
| Okklusive                                                                         | p b      |             | t d     | t d      |           |                 | (c ɟ)   | k g    |         |
| Frikative                                                                         |          | f v         |         | s z      | ʂ ʐ       | ɕ ʑ             | (ç)     | x ʁ1   | (ɦ)     |
| Affrikata                                                                         |          |             |         | t͡s d͡z    | ʈ͡ʂ ɖ͡ʐ     | t̠͡ɕ d̠͡ʑ           |         |        |         |
| Approximanten                                                                     |          |             |         |          |           |                 | j       | w      |         |
| Trills                                                                            |          |             | r̥1 r    | r̥1 r     |           |                 |         |        |         |
| Lateraler Frikativ                                                                |          |             | (ɬ)     | (ɬ)      |           |                 |         |        |         |
| Laterale Approximante                                                             |          |             | l       | l        |           |                 | (ʎ)     |        |         |
| 1Allophone in Konsonantenclustern Eingeklammerte Laute sind dialektale Varianten! |          |             |         |          |           |                 |         |        |         |

Diese Konsonanten werden in 3 Gruppen eingeteilt, was bei der Deklination von Bedeutung ist. Sie sind nach Stimmhaft- bzw. Stimmlos-Paaren sortiert:
- Historisch weich/erweicht: rz/ż/sz; dż/cz; dz/c
- Weich: ń; ś/ź; ć/dź; ść; (l + j)
- Die restlichen sind hart: b/p, d/t, g/k; w/f, z/s; m, n; ł, r; ch; zd/st

#### Aussprache der Konsonanten
- Die Konsonanten b, d, f, g, j, k, l, m, p, t, w werden wie im Deutschen gesprochen, Plosive aber unbehaucht.
Sie können alle palatalisiert werden.
- q, v, x kommen allenfalls in Fremdwörtern oder Eigennamen vor.
- n wird auch vor g und k als [n] gesprochen; der Laut [ŋ] kommt trotzdem vor, nämlich bei der Rückgängigmachung der Nasalisierung vor g und k. Vgl. hierzu: sarenka (etwa wie 'ßaränn-ka') [sa'rɛnka] „Reh“ und ręka (etwa wie 'ränka') ['rɛŋka] „Hand“ oder „Arm“.
- Anders als im Deutschen gesprochen werden:
  - h (und ebenso ch) wird stets wie der deutsche ach-Laut gesprochen ([x]): herbata [xɛr'baˑta] „Tee“.
  - r ist immer gerolltes Zungenspitzen-R ([r]).
  - y bezeichnet immer einen Vokal!
- Im Deutschen kommen folgende Buchstaben nicht vor:
  - ł ist ein u-artiger Gleitlaut, so wie das 'w' im Englischen (z. B. watch): Łódź (etwa wie 'uutch') [wut͡ɕ] „(die Stadt) Lodz“.
ł kann auch als Vollvokal [u] im Silbenkern auftreten: szedł (etwa wie 'schäddu') ['ʃɛdu] „[er] ging“.
In der Schreibschrift wird der Querstrich über das l geschrieben.
  - ń ist das palatale 'n' (d. i. [ɲ]) vor Konsonant oder am Wortende: słońce (etwa wie 'swoin-tsä') [swɔjɲt͡sɛ] „Sonne“.
  - ś, ź und ć sind an den Zähnen gebildete Zischlaute; ź wird in der Schreibschrift ohne Mittelstrich geschrieben.
ś ist ähnlich dem deutschen ich-Laut (genau genommen: [ɕ]), ź ist die entsprechende stimmhafte Variante (genau genommen: [ʑ]), und ć wird etwa so ausgesprochen wie 'tch' in 'Hütchen' (genau genommen: [t̠͡ɕ]).
  - ż ist die stimmhafte Entsprechung zum deutschen 'sch', ähnlich dem 'j' in 'Journalist': może (etwa wie 'moschä') [mɔʐɛ] „vielleicht“. Es ist nicht zu verwechseln mit ź.
In der Schreibschrift wird ein 'z' mit Mittelstrich (ohne Punkt!) geschrieben.
- Besondere Regeln gelten für s, z, c:
  - s wird meist wie 'ß' (stimmloses s) gesprochen (d. i. [s]), vor i jedoch wie ś: sedno (etwa wie 'ßädno') „Kern, Wesen“ <> siedem (etwa wie 'chäddäm') [ɕɛdɛm] „sieben“.
  - z ist stets die stimmhafte Variante von s: Es wird meist wie stimmhaftes 's' in 'Sonne' gesprochen (d. i. [z]), vor i wird es jedoch wie ź gesprochen: baza (etwa wie 'baasa') [baza] „Basis“ <> bazia [baʑa] „Weidenkätzchen“.
z wird in der Schreibschrift ohne Mittelstrich geschrieben.
  - c wird meist wie deutsches 'z' gesprochen (d. i. [t͡s]), vor i jedoch etwa wie ć: co [t͡sɔ] „was“ <> ci [t̠͡ɕi] „dir“.

Besondere Kombinationen:
- ni, si, zi, ci + nachfolgender Vokal sind Schreibvarianten von ń, ś, ź, ć [ɲ, ɕ, ʑ, t̠͡ɕ].
- rz ist (historisch bedingte) Schreibvariante zu ż [ʐ]: morze (etwa wie 'moschä') [mɔʒɛ] „Meer“.
Ausnahmen sind einige wenige Wortstämme (wie zamarza- (etwa wie 'samarsa') [zamarza-] / marzną- (etwa wie 'marsnong') [marznɔ̃-] „frieren“, Tarzan), in denen es [rz] gesprochen wird.
- sz, cz sind Zischlaute entsprechend deutschem 'sch' und 'tsch' [ʂ, ʈ͡ʂ]: moszcz (etwa wie 'moschtsch') [mɔʂʈ͡ʂ] „Most“.

#### Konsonanten-Cluster
- Steht der gleiche Konsonant (was die Aussprache betrifft!) zweimal nebeneinander, gehört jeweils ein Teil des Paares zu einer anderen Silbe; die Trennung kann durch ein zwischengeschobenes Schwa erleichtert werden: uczennica [uʈ͡ʂɛn.nit͡sa] „Schülerin“, Tczew (etwa wie 't’tschäff') [t.ʈ͡ʂɛf] „Dirschau“; selten ist dies in Fremdwörtern anzutreffen: lasso „Lasso“.
- Bei einer Gruppe von mehreren Plosiven und Frikativen (die sich auch über Wortgrenzen hinweg erstrecken kann) ist jeder dieser Laute entweder stimmlos oder stimmhaft, unabhängig vom Schriftbild. Die Entscheidung für stimmhaft bzw. stimmlos geht vom Gruppenende aus, ist also regressiv. Ausnahme: v oder ʐ folgen auf stimmlose Konsonanten, dann progressiv:

| Cluster                   | Beispiel                                                                                                | Vorgang                                                             | Gegenüberstellung                                           |
| ------------------------- | --- | ------------------------------------------------------------------- | ----------------------------------------------------------- |
| trz                       | trzy [ʈ͡ʂɨ] „drei“                                                                                       | rz wird stimmlos                                                    | drzwi [ɖ͡ʐvi] „Tür“                                          |
| prz                       | przed [pʂɛt] „bevor“                                                                                    | rz wird stimmlos                                                    | brzydki [b͡ʐɨtki] „hässlich“                                 |
| krz                       | skrzyżowanie [skʂɨʐɔvaɲɛ] „Kreuzung“                                                                    | rz wird stimmlos                                                    | grzyb [g͡ʐɨp] „Pilz“                                         |
| w / z + stimmloser Anlaut | w formie [ffɔrmʲɛ] „in der Form“ w którym kierunku [fkturɨm kʲɛrunku] z czasem [sʈ͡ʂasɛm] „mit der Zeit“ | w und z werden stimmlos                                             | w dół [wduw] „abwärts“ z bawełny [zbavɛwnɨ] „aus Baumwolle“ |
| alle stimmlos             | łódka [wutka] „Boot“ świadectwo [ɕfʲadɛt͡stfɔ] „Bescheinigung“ trwać [t̪r̥fat̠͡ɕ] „dauern“                   | das d wird stimmlos beide w werden stimmlos r und w werden stimmlos | nadgarstek [nadˈɡarstɛk] „Handgelenk“                       |
| alle stimmhaft            | także [tagʐɛ] „auch“                                                                                    | das k wird stimmhaft                                                |                                                             |

#### Auslautverhärtung
- Am Wortende sind alle Plosive, Frikative und Affrikaten stimmlos, wenn sie sich nicht innerhalb eines wortübergreifenden Konsonanten-Clusters befinden:

| Laute                   | Aussprache am Wortende | Beispiel                                                       |
| ----------------------- | ---------------------- | -------------------------------------------------------------- |
| Plosive: b/d/g          | [p/t/k]                | pociągu [pot̠͡ɕɔŋgu] „des Zuges“ <> pociąg [pot̠͡ɕɔŋk] „Zug“       |
| Frikative: w/z/ź/ż      | [f/s/ɕ/ʂ]              | męża [mɛ̃:ʐa] „des Mannes“ <> mąż [mɔ̃:ʂ] „Mann“                 |
| Affrikaten: c/dz/dź     | [t͡s/d͡z/t̠͡ɕ]             | kadzi [kadʑi] „Wannen“ <> kadź [kat̠͡ɕ] „Wanne“                  |
| Kombinationen, z. B. zd | [st]                   | objazdy [ɔbjazdɨ] „Rundfahrten“ <> objazd [ɔbjast] „Rundfahrt“ |

### Silbengesetze

#### Bewegliches e
In den endungslosen Formen Nominativ Singular oder Genitiv Plural wird bei vielen Substantiven ein e oder ie eingefügt, wenn sonst am Wortende zwei Konsonanten hintereinander stehen würden: statki „Schiffe“ <> statek „Schiff“, dni „Tage“ <> dzień (mit Erweichung von 'd' zu dz) „Tag“, cukru „des Zuckers“ <> cukier „der Zucker“ usw.

#### Palatalisierendes i
- Der Buchstabe i und ein vorausgehender Konsonant bilden im Polnischen eine Einheit; der Konsonant wird dabei palatalisiert (hört sich etwa an, als würde ihm ein 'j' folgen): pani (etwa wie 'panji') [paɲi] „Frau“, kiedy (etwa wie 'kjädde') [kʲɛdɨ] „wann“, niebo (etwa wie 'njäbbo') [ɲɛbɔ] „Himmel“; auch in Fremdwörtern: kolonia [kɔˈlɔɲja] „Siedlung“, teoria [t̪ɛˈɔrja] „Theorie“.
- Vor einem Konsonanten oder am Wortende kann die Palatalisierung verloren gehen: dzień „Tag“ <> dni „Tage“, gołębie „Tauben“ <> gołąb „Taube“.
  - si, zi, ci und ni werden in dieser Position ś, ź, ć, ń geschrieben, die Aussprache [ɕ, ʑ, t̠͡ɕ, ɲ] bleibt dabei erhalten: gości [gɔɕ t̠͡ɕi] „Gäste“ <> gość [gɔɕ t̠͡ɕ] „Gast“; konie „Pferde“ <> koń (etwa wie 'kojn') [kɔɲ] „Pferd“.
  - Das ursprünglich einmal palatalisierte Gegenstück zu ł ist l, das auch vor einem Konsonanten stehen kann: woły „Ochsen“ <> wole (lokativ) „Ochse“; wilk [vilk] „Wolf“.
li [lʲ] kommt aber auch vor: bazylia [bazɨlʲa] „Basilikum“, musli [muslʲ] „Müsli“.

#### Vokalwechsel
Häufige Vokalalternationen an Wortstämmen des Polnischen sind:
- o <> ó: samochód (Nominativ) <> samochodem (Instrumental) „Auto“.
- e <> a: miał „er hatte“ <> mieli „sie hatten“.
- ę <> ą: płynął „er schwamm“ <> płynęła „sie schwamm“.
- e <> o/ó: niosła „sie trug“ <> nieśli „sie trugen“; przyjaciółka „Freundin“ <> przyjacielski „freundlich“.

#### Mögliche Silben
Die polnischen Konsonantenphoneme können nicht mit jedem beliebigen Vokal verbunden werden, da einige Laute des Polnischen lediglich kontextbedingte Varianten sind, indem sich Konsonanten mit der Zeit je nach Umgebung auseinanderentwickelt haben.
- Die beiden Nasalvokale erscheinen in jeder Umgebung außer als 'kię' und 'chą', wenn auch in recht unterschiedlichen Häufigkeiten.

| Nicht-palatalisiert | Palatalisiert                                         | Etymologie                                  |
| --- | ----------------------------------------------------- | ------------------------------------------- |
| sa se sy so su za ze zy zo zu                                                                                            | sia sie si sio siu (-ś) zia zie zi zio ziu (-ź)       | < /s/ bzw. /sj/ < /z/ bzw. /zj/             |
| ca ce cy co cu dza dze dzy dzo dzu                                                                                       | cia cie ci cio ciu (-ć) dzia dzie dzi dzio dziu (-dź) | < /c/ bzw. /tj/ < /dz/ bzw. /dj/            |
| na ne ny no nu | nia nie ni nio niu [ɲ] (-ń)                           |                                             |
| ra re ry ro ru | (rza rze rzy rzo rzu)1                                | < /r/ bzw. /rʲ/                             |
| ła łe ły ło łu [w] | la le li lo lu                                        | < /ł/ bzw. /lʲ/                             |
| sza sze szy szo szu cza cze czy czo czu ża że ży żo żu                                                                   | -                                                     | (in Relation zu 'ch') (in Relation zu 'sz') |
| cha che chy cho chu | -                                                     |                                             |
| ka - - ko ku | - kie ki - -                                          |                                             |
| ga - - go gu | - gie gi - -                                          |                                             |
| 1 Das ursprüngliche palatale 'rʲ' wurde im polnischen zu rz und wird jetzt wie ż gesprochen, das nicht mehr palatal ist. |                                                       |                                             |

Anhand der im polnischen vertretenen Silben ergibt sich eine Reihe von Beobachtungen:
- Zum Beispiel kommt im Polnischen eine Silbe wie [si] oder [ti] nicht vor, da ursprüngliches 's' und 't' sich vor einem 'i' zu [ɕ] bzw. [t̠͡ɕ] gewandelt haben.
- Im Polnischen können Lautgruppen wie [si] und [tsi] überhaupt schriftlich nur mithilfe eines zusätzlichen 'j' wiedergegeben werden: restauracji „des Restaurants“ (denn ci oder tsi müssten ja stets [t̠͡ɕi] gesprochen werden).
- Anhand dieser Silbenreihe ist zum Beispiel ersichtlich, dass ein polnisches Wort nicht auf '-ky, -gy, -ly, -szi' oder '-ke, -ge' enden kann (sondern immer nur auf -ki, -gi, -li/-ły, -szy bzw. -kie, -gie), was bei der Deklination von Bedeutung ist.
- Auch erklären sich viele Erscheinungen bei veränderlichen Konsonanten in der Flexion:
  - Das Adverb zu dobry „gut“ ist dobrze, das Adverb zu zły „schlecht“ lautet źle;
  - die weibliche Form von lekarz „Arzt“ ist lekarka;
  - der maskuline Plural des L-Partizips lautet -li, während alle anderen Formen ł haben;
  - der Lokativ von stół „Tisch“ ist stole;
  - der Genitiv von cielę „Kalb“ ist cielęcia usw.
- Die Spalte mit der Etymologie der Silben erlaubt es, Beziehungen zwischen dzień „Tag“ (dzi < dj) und dni „Tage“, ten „dieser“ und ci „diese“ (ci < ti), oko „Auge“ und oczy „Augen“, ucho „Ohr“ und uszy „Ohren“ aufzustellen.

### Etymologie und Dialekte

#### Nicht-native Wörter
Polnische Lehnwörter können im Hinblick auf ihre Lautgestalt in drei Gruppen eingeteilt werden:
1. Die ältesten von ihnen wurden ins Polnische aufgenommen, als obige Silbenstruktur noch nicht existierte. So haben diese Fremdwörter zusammen mit nativen polnischen Wörtern alle Lautverschiebungen mitgemacht: łacina (etwa wie 'uatchiena') [wa't̠͡ɕina] „Latein“: dunkles 'l' wird [w], 'ti' wird zu ci; Jola [jɔla] „Julia“: 'lj' wird zu hellem 'l'; Rzym (etwa wie 'schimm') [ʐɨm] „Rom“: 'r' wird in heller Umgebung zu rz.
2. Als die Lautverschiebungen schon stattgefunden hatten, wurde lieber an manchen Stellen 'i' durch y ersetzt, als dass der Konsonant verändert würde: ryzyko (etwa wie 'rese-ko') „Risiko“: die Silbe 'ri' kommt nicht vor, und zi würde [ʑi] gesprochen werden; tyfus (etwa wie 'te-fuss') [tɨfus] „Typhus“: die Silbe ti kommt nicht vor.
3. Heute trifft man auch viele Wörter im Polnischen an, die 'fremde' Silben enthalten: 'ti' in apatia „Apathie“; 'chi' in architekt [ar'xitɛkt] „Architekt“; 'di' in diagnoza [dʲagnɔza] „Diagnose“; 'ri': bateria [baˈt̪ɛrja] „Batterie“; 'żi': reżim „Regime“ usw.

Umgekehrt findet man zum Beispiel in den deutschen Versionen polnischer Städtenamen eine ursprünglichere Lautgestalt erhalten: So ist in der deutschen Form des Stadtnamens „Ratibor“ eine ältere Form erhalten geblieben als im heutigen polnischen Pendant Racibórz (etwa wie 'ra-tchi-busch') [rat̠͡ɕibu͡ʂ], in welchem drei Laute eine Veränderung erfahren haben.
- Da das Polnische keine langen Konsonanten kennt, werden Doppelkonsonanten bei der Polonisierung vereinfacht: taras „Terrasse“ usw.
- Auch historische Schreibweisen wie 'ph' oder 'th' findet man im Polnischen nicht: dyfteryt „Diphtherie“ usw.

#### Etymologie einzelner Laute
- ó war ursprünglich langes /o:/.
- rz war ursprünglich palatalisiertes 'r': morze (etwa wie 'moschä') [mɔʐɛ] „Meer“ ~ Russisch море [ˈmorʲe].
- ł war ursprünglich dunkles 'l', wie es z. B. im Russischen und Englischen vorkommt, daher die Schreibweise.
- l war ursprünglich helles 'lʲ': lubić (etwa wie 'lubietch') [lubit̠͡ɕ] ~ Russisch любить [lʲubitʲ], „mögen“.
- ci ist oft aus 'ti' entstanden: Marcin (etwa wie 'martchien') [mart̠͡ɕin] „Martin“.

#### Dialektale Besonderheiten
- In einigen dialektalen Varianten haben die Buchstabengruppen ti, di, chi, li die Aussprache [c], [ɟ], [ç], [ʎ].
- [ɦ] ist in den östlichen Küstenregionen und Schlesien eine Variante von [x].
- l und ł werden in der älteren Aussprache und in den östlichen Dialekten [lʲ] bzw. [ł] gesprochen.

## Deklination
- Deklinierbare Wortarten im Polnischen sind Substantive, Adjektive, Pronomen und Quantoren (Zahlwörter und dergleichen); es gibt weder einen bestimmten noch einen unbestimmten Artikel.
- Die polnische Sprache kennt 7 Fälle, 2 Numeri und 3 Geschlechter.
- Die Bildung der einzelnen Formen weist zwischen Substantiven einerseits und Adjektiven und Pronomen einige Unterschiede auf.
- Der Ausdruck Rectus bezeichnet im Folgenden die „Grundform“, wie sie im Wörterbuch steht. Das ist immer der Nominativ Singular, bei allen Neutra und vielen Maskulina ebenso der Akkusativ Singular.

Zu beachten sind bei vielen Wörtern die besonderen Veränderungen des Wortstamms für Formen ohne Endung. Dies betrifft vor allem den Genitiv Plural Feminin/Neutrum sowie den Rectus Singular Maskulin.
- Das bewegliche e, das vor allem in den Endungen -ek, -(i)ec, -(i)er, -eł, -ew erscheint:
  - biurko „Schreibtisch“ > biurek (Genitiv Plural), matka „Mutter“ > matek (Genitiv Plural); chłopiec, cukier, Paweł „Junge, Zucker, Paul“ haben das (i)e in der letzten Silbe nur im Rectus Singular.
- -j kann am Wortende nach Vokal zu i werden und eine eigene Silbe bilden. So ist der Genitiv Plural von pokój „Zimmer“ wahlweise pokojów oder pokoi.
- o kann, wenn es in der letzten Silbe steht, als ó erscheinen: samochodem (Instrumental) „Auto“, im Rectus Singular aber samochód; woda „Wasser“ lautet im Genitiv Plural wód.

### Kasus
- Das Polnische hat aus urindoeuropäischer Zeit 7 Kasus (Fälle) bewahrt; der einstige Ablativ ist mit dem Genitiv zusammengefallen. So kennt das Polnische heute folgende Kasus:

| Lateinischer Name           | Polnischer Name | Verwendung                   |
| --------------------------- | --------------- | ---------------------------- |
| [casus] nominativus         | mianownik       | wer oder was?                |
| [casus] genitivus/genetivus | dopełniacz      | wessen? (woher?, seit wann?) |
| [casus] dativus             | celownik        | wem?                         |
| [casus] accusativus         | biernik         | wen oder was?                |
| [casus] instrumentalis      | narzędnik       | womit? (mit wem?)            |
| [casus] locativus           | miejscownik     | (wo?, worüber?)              |
| [casus] vocativus           | wołacz          | Kasus der direkten Anrede    |

- Bei sächlichen Substantiven, Adjektiven und Pronomen haben Nominativ, Akkusativ und Vokativ die gleiche Form. Ausnahme ist nur ono „es“ mit dem Akkusativ je.
- Im Plural sind Nominativ und Vokativ stets gleich.

Im Abschnitt Syntax wird eine Beschreibung ihrer Anwendungsmöglichkeiten gegeben.
Die Bildung der Kasus in Singular und Plural wird in den Abschnitten Substantive, Adjektive und Pronomen beschrieben.

### Numeri
- Das Polnische kennt sowohl den Singular als auch zwei Verwendungen von Pluralformen. Die erste Pluralform wird für Mengen von 2 bis einschließlich 4 verwendet. Die zweite wird wie der Genitiv Plural gebildet und ist für Mengen ab 5 da. Ein Beispiel: jedno piwo („ein Bier“), dwa piwa („zwei Bier“), pięć piw („fünf Biere“). Diese Regelung wiederholt sich ab 22 „Exemplaren“ anschließend fortlaufend bei allen Mengen, welche auf -2 bis -4 bzw. ab -5 enden: 22 piwa/25 piw, 32 piwa/35 piw, 102 piwa/105 piw, ... usw.
- Ein ursprünglich vorhandener Dual wurde ab dem 15. Jahrhundert abgebaut;[1] Spuren davon finden sich in „unregelmäßigen“ Nebenformen paarweise auftretender Körperteile wie oko „Auge“ (oczy, oczu, oczyma) und ucho „Ohr“ (uszyma), in festen Fügungen wie Sprichwörtern und vereinzelt in Toponymen.[2]
- Die Endungen von Singular und Plural können nicht voneinander hergeleitet werden. Beispielsweise sind die verfügbaren Lokativendungen im Singular -u, -i, -(i)e, im Plural -ach.

### Genera (Geschlechter)
- Das Polnische kennt drei Geschlechter: maskulin (männlich), feminin (weiblich), neutrum (sächlich).
- Maskulina und Neutra hatten ursprünglich dieselben Endungen – mit Ausnahme des Nominativs und Akkusativs. Durch Vermischung von Stammklassen ist dies nicht mehr gegeben (zum Beispiel hat der Genitiv Plural Maskulin bei Substantiven meist die Endung -ów, während Neutra hier gar keine Endung haben).
- Bei Adjektiven und Pronomen im Plural werden nur zwei Genera unterschieden:
  - Maskulin bei einer Gruppe mit mindestens einem männlichen Mitglied: wszyscy jedli „alle aßen“ – unter anderem auch mindestens eine männliche Person.
  - Nicht-maskulin bei einer Gruppe ohne männliches Mitglied: wszystkie jadły „alle aßen“ – ohne Einbeziehung einer männlichen Person.

Eine andere Unterscheidung ist aber diejenige zwischen belebt und unbelebt.
- Bei Maskulina haben der Akkusativ und der Genitiv Singular die gleiche Form, wenn das Substantiv belebt ist bzw. ein Adjektiv/Pronomen sich auf ein belebtes Objekt bezieht. Ansonsten sind Nominativ und Akkusativ Singular gleich.
Im Plural gilt die Genitiv=Akkusativ-Regel nur für Personen.
- „Belebt“ ist hier nicht ganz wörtlich zu nehmen. Als belebt gelten primär Menschen und Tiere, zum Teil aber auch zu Lebensmitteln verarbeitete Tiere, Währungen (Akk. dolara), Zigaretten- und Automarken (Akk. opla, mercedesa) und umgangssprachlich Obst, Gemüse und Blumen (Akk. tulipana).
In der neueren Umgangssprache findet man auch Wörter wie SMS, E-Mail als „belebt“ dekliniert (Akk. SMS-a, maila).

### Substantive
In älteren slawischen Sprachen konnten Substantive nach ihrem Stammauslaut in verschiedene Klassen eingeteilt werden. Dies ist im Polnischen in dieser Form nicht mehr gegeben:
- Viele Klassen haben sich miteinander vermischt, sodass es heute ein allgemeines Schema gibt, gemäß dem die meisten Substantive dekliniert werden können. Die 'regelmäßigen' Substantive werden im Abschnitt Gemeinsamkeiten behandelt.
- Eine Reihe von Substantiven sind jedoch unregelmäßig; meist handelt es sich dabei um einen unregelmäßigen Rectus Singular, während die übrigen Kasus von einem anderen Stamm abgeleitet sind und regelmäßige Endungen haben. Deklinationstabellen dieser Substantive findet man im Abschnitt Stammklassen. Zu ihnen gehören vor allem Substantive aus kleineren Klassen sowie Fremdwörter.

#### Allgemeines Schema
Folgende Tabelle zeigt eine Übersicht über die Deklination von Substantiven. Der sich daran anschließende Abschnitt Gemeinsamkeiten beschreibt allgemeine Regeln für die einfach zu bildenden Formen, während der Abschnitt Besonderheiten Regeln für die schwerer zu erläuternden Formen (im Folgenden unterstrichen) umreißt.
| Kasus | Maskulin                                         | Neutrum                                          | Feminin                                          |
| Singular | Singular                                         | Singular                                         | Singular                                         |
| --- | ------------------------------------------------ | ------------------------------------------------ | ------------------------------------------------ |
| Nominativ Singular | Rectus wie im Wörterbuch, teilweise unregelmäßig | Rectus wie im Wörterbuch, teilweise unregelmäßig | Rectus wie im Wörterbuch, teilweise unregelmäßig |
| Genitiv Singular | a, u                                             | a                                                | y nach g, k, weichem oder labialem Konsonant: i  |
| Dativ Singular | owi selten u                                     | u                                                | e, i, y                                          |
| Akkusativ Singular | Wie Genitiv Singular oder wie Nominativ Singular | Wie Nominativ Singular                           | ę Bei Nominativ Singular auf Konsonant: ą        |
| Instrumental Singular | em nach -g/-k: -iem                              | em nach -g/-k: -iem                              | ą                                                |
| Lokativ Singular | e, u                                             | e, u                                             | Wie Dativ Singular                               |
| Vokativ Singular | Meist wie Lokativ Singular                       | Wie Nominativ Singular                           | o, i, y, u                                       |
| Plural |                                                  |                                                  |                                                  |
| Nominativ Plural | i, y1, e, owie                                   | a                                                | y, e, i                                          |
| Genitiv Plural | ów, y, i                                         | -, i, y, ów2                                     | -, i, y                                          |
| Dativ Plural | om                                               | om                                               | om                                               |
| Akkusativ Plural | Wie Genitiv Plural oder wie Nominativ Plural     | Wie Nominativ Plural                             | Wie Nominativ Plural                             |
| Instrumental Plural | ami, selten mi                                   | ami, selten mi                                   | ami, selten mi                                   |
| Lokativ Plural | ach                                              | ach                                              | ach                                              |
| Vokativ Plural | Wie Nominativ Plural                             | Wie Nominativ Plural                             | Wie Nominativ Plural                             |
| 1 Kann die Veränderung des vorausgehenden Konsonanten erfordern 2 Kann die Veränderung des vorausgehenden Vokals erfordern |                                                  |                                                  |                                                  |

- Die Deklination von pan, pani „Herr, Frau; Sie“ hat folgendes Schema:

| Kasus        | Maskulin „Herr“          | Feminin Frau            | Feminin Fräulein           |                                     |
| Kasus        | Singular                 | Singular                | Singular                   |                                     |
| ------------ | ------------------------ | ----------------------- | -------------------------- | ----------------------------------- |
| Nominativ    | pan                      | pani                    | panna                      |                                     |
| Genitiv      | pana                     | pani                    | panny                      |                                     |
| Dativ        | panu                     | pani                    | pannie                     |                                     |
| Akkusativ    | pana                     | panią                   | pannę                      |                                     |
| Instrumental | panem                    | panią                   | panną                      |                                     |
| Lokativ      | panie                    | pani                    | pannie                     |                                     |
| Vokativ      | panie                    | Wie Nominativ Singular  | panno                      |                                     |
|              | Plural                   |                         |                            |                                     |
|              | Maskulin „(meine) Herrn“ | Feminin „(meine) Damen“ | Feminin „(meine) Fräulein“ | Gemischt „(meine) Damen und Herren“ |
| Nominativ    | panowie                  | panie                   | panny                      | państwo                             |
| Genitiv      | panów                    | pań                     | panien                     | państwa                             |
| Dativ        | panom                    | paniom                  | pannom                     | państwu                             |
| Akkusativ    | panów                    | Wie Nominativ Plural    | Wie Nominativ Plural       | państwa                             |
| Instrumental | panami                   | paniami                 | pannami                    | państwem                            |
| Lokativ      | panach                   | paniach                 | pannach                    | państwu                             |
| Vokativ      | Wie Nominativ Plural     | Wie Nominativ Plural    | Wie Nominativ Plural       | państwa                             |

państwo in der Bedeutung „Staat“ wird in einigen Kasus abweichend dekliniert:
| Kasus     | „der polnische Staat“ | „Herr und Frau Nowak“ |
| --------- | --------------------- | --------------------- |
| Nominativ | państwo polskie       | państwo Nowakowie     |
| Akkusativ | państwo polskie       | państwa Nowaków       |
| Lokativ   | państwie polskim      | państwu Nowakach      |

#### Gemeinsamkeiten
Der Rectus (Nominativ Singular) gibt Auskunft über das Geschlecht eines Substantivs:
- Maskulina enden meist auf einem Konsonanten.
  - Es gibt allerdings auch eine ganze Reihe von Maskulina auf -a wie poeta „Dichter“, mężczyzna „Mann“, morderca „Mörder“.
- Feminina enden fast alle auf -a, -ść, -źń, -i: żona „Ehefrau“, przyjaźń „Freundschaft“, bogini „Göttin“.
  - Einige haben jedoch andere Endungen: noc „Nacht“, krew „Blut“.
- Neutra enden fast alle auf -o, -e, -ę, -um: niebo „Himmel“, imię „Vorname“, muzeum „Museum“.

- Bei denjenigen Substantiven, bei welchen der Lokativ Singular auf -e endet, findet sich in der Regel ein erweichter Auslautkonsonant, sofern dies möglich ist:
  - t > cie: kobieta > kobiecie „Frau“, pilot > pilocie „Pilot“…
  - b, w > bie, wie: dąb > dębie „Eiche“, drzewo <> drzewie „Baum“…
  - r > rze: jezioro > jeziorze „See“…
  - n > nie: żona > żonie „Ehefrau“, okno > oknie „Fenster“…
  - k > ce: matka > matce „Mutter“, męka > męce „Pein“…
- Der Dativ Singular Maskulin endet meist auf -owi. Die Endung -u haben jedoch: ojciec > ojcu „Vater“, brat > bratu „Bruder“, chłop > chłopu „Junge“, pan > panu „Herr, Sie“, kot > kotu „Katze“, pies > psu „Hund“, lew > lwu „Löwe“; diabeł > diabłu „Teufel“, bóg > bogu „Gott“, ksiądz > księdzu „Priester“; kat > katu „Scharfrichter“; świat > światu „Welt“.

Einige Kasus haben bei fast allen Substantiven die gleichen Endungen:
- Der Dativ Plural endet auf -om: poetom „den Dichtern“, niebom „den Himmeln“.
- Der Instrumental Plural endet auf -ami: z poetami „mit den Dichtern“, z żonami „mit den Ehefrauen“.
  - Auf -mi enden die Maskulina koń > końmi „Pferd“, przyjaciel > przyjaciółmi „Freund“, ludzie > ludźmi „Leute“, gość > gośćmi „Gast“;
das Neutrum dziecko > dziećmi „Kind“;
die Feminina kość > kośćmi „Knochen“, nić > nićmi „Faden“, pieniądze > pieniędzmi (feminin Plural) „Geld“, und wahlweise auch dłoń > dłońmi / dłoniami „Handfläche“ und gałąź > gałęźmi / gałęziami „Zweig“.
  - Nebenformen auf -yma haben: oczyma „Augen“ und uszyma „Ohren“.
- Der Lokativ Plural endet auf -ach: w Czechach „in Tschechien“.
  - Auch endet er bei einigen im Plural deklinierten Bezeichnungen von Staaten auf -ech mit zusätzlicher Erweichung des vorausgehenden Konsonanten: w Niemczech „in Deutschland“, na Węgrzech „in Ungarn“, we Włoszech „in Italien“.
- Der Nominativ/Akkusativ/Vokativ Plural endet bei Neutra auf -a: nieba „die Himmel“, imiona „die Vornamen“, muzea „die Museen“.
- Substantive mit „ungewöhnlichen“ Endungen wie -u werden nicht dekliniert: gnu „Gnu“.
- Der selten verwendete maskuline Vokativ Singular ist gleich dem Lokativ Singular. Ausnahmen sind: ojciec > ojcze „Vater“ und chłopiec > chłopcze „Junge“.

#### Besonderheiten
Nominativ Singular der Maskulina und Genitiv Plural der Feminina:
- Die Konsonanten b, f, m, p und w können nur vor Vokalen zu bi, fi, mi, pi und wi erweicht werden. Am Wortende (und vor Konsonanten) können diese Konsonanten erweicht nicht vorkommen, da sie nach polnischem Sprachempfinden nicht erweicht ausgesprochen werden können und es daher keine schriftliche Darstellung dafür gibt. Dies hat Auswirkungen auf die endungslosen Kasus, also den Nominativ Singular der Maskulina und den Genitiv Plural der Feminina.
- Einzelne Maskulina, die im Nominativ Singular auf -b, -f, -m, -p oder -w enden, sind weichstämmig. Beispiel karp „Karpfen“ > Genitiv: karpia. Alle weiteren Kasus folgen dem weichstämmigen Deklinationsschema.
  - Im gewöhnlichen Wortschatz haben diese Ausnahmefälle keine große Bedeutung. Allerdings trifft dieses Deklinationsschema auch auf einige Ortsnamen zu, z. B. Bytom > Genitiv: Bytomia oder Pakosłasw > Genitiv: Pakosłaswia.
  - Feminina auf -bia, -fia, -mia, -pia und -wia bilden den Genitiv Plural mit verhärtetem Stammauslaut, also -b, -f, -m, -p oder -w.

Genitiv Singular:
- Belebte Maskulina bilden den Genitiv auf -a. Ausnahmen: wół > wołu „Ochse“ und bawół > bawołu „Büffel“
- Bei unbelebten Maskulina endet der Genitiv entweder auf -a oder -u. Standard ist die Endung auf -u, es gibt jedoch zahlreiche Ausnahmen, die sich überwiegend von der Bedeutung des Wortes ableiten.
  - Auf -a enden Monatsnamen, Kleidungsstücke, Werkzeuge, Gewichte und Währungen, Tänze, Körperteile, historische Gebäude, Südfrüchte, Pilze, Namen auf -yk/-ik und Ortsnamen. Hierbei gibt es jedoch Ausnahmen, siehe unten. Einige weitere Maskulina bilden den Genitiv auf -a, lassen sich jedoch nicht in Kategorien zusammenfassen.
  - Auf -u enden die meisten der unbelebten Maskulina, die nicht in eine der obengenannten Gruppen fallen. Hinzu kommen Ortsnamen auf -grad, -gród, -gard und -furt sowie einige weitere ausländische Ortsnamen, z. B. Rzym > Rzymu „Rom“ oder Dortmund > Dortmundu.
  - Bei einigen Stämmen kommen beide Genitivformen vor, jeweils mit abweichender Bedeutung. Hierbei entstehen teilweise auch Widersprüche zu den sonst geltenden Regeln. Zum Beispiel: lód „Eis“ → loda „Speiseeis“ <> lodu „gefrorenes Wasser“, Luksemburg → Luksemburga „Luxemburg“ (Land) <> Luksemburgu „Luxemburg“ (Stadt). zamek „Schloss“ → zamku „Schloss“ (Gebäude) <> zamka „Türschloss“
- Bei Feminina auf -ia/-ja endet er auf -i. Lediglich bei Fremdwörtern und Namen nichtpoln. Ursprungs kommt die Endung -ii / -ji vor: teoria > teorii „Theorie“, Cecylia > Cecylii.

Dativ Singular:
- Feminina haben:
  - -e mit Erweichung nach hartem Konsonant (żona > żonie „Ehefrau“).
  - -i nach weichem oder labialem Konsonant (Ania > Ani, pani > pani „Frau“, brew > brwi „Braue“).
  - -y nach historisch weichem Konsonant (noc > nocy „Nacht“).

Lokativ Singular:
- Bei Maskulina endet er auf -e mit Konsonantenerweichung; Substantive auf weiche Vokale oder g/k/ch haben -u: gość > gościu „Gast“, dzień > dniu „Tag“, król > królu „König“ (mit hellem 'l').
- Der Lokativ Singular Neutrum endet ebenfalls auf -e nach einem harten Konsonanten (außer bei Substantiven auf g/k/ch) mit zusätzlicher Konsonantenerweichung, ansonsten auf -u: imię > imieniu „Name“, serce > sercu „Herz“, lotnisko > lotnisku „Flughafen“.

Vokativ Singular:
- Feminina haben:
  - -o für Substantive auf -a.
  - -i für Wörter auf -i oder weichen Konsonant (pani > pani „Frau“, brew > brwi „Braue“)
  - -y bei Wörter auf historisch weichen Konsonant ohne Vokal (noc > nocy „Nacht“).
  - -u für Eigennamen (Ania > Aniu).

Nominativ Plural:
- Bei Maskulina gibt es folgende Möglichkeiten:
  - Bei Personen: -i mit Konsonantenveränderung nach hartem Konsonant (mężczyzna > mężczyźni „Mann“);
-y mit Konsonantenveränderung nach -g, -k, -r (doktor > doktorzy „Doktor“).
  - Bei Nicht-Personen: -i nach -g / -k (ptak > ptaki „Vogel“);
-y nach hartem Konsonant außer -g / -k (kot > koty „Katze“).
  - Substantive auf -ec haben -y: chłopiec > chłopcy „Junge“.
  - Substantive auf weichen Konsonant und Lehnwörter auf -ans haben -e (lekarz > lekarze „Arzt“, alians > alianse „Allianz“).
  - -owie steht bei einigen männlichen Personenbezeichnungen, vor allem verwandtschaftlichen (syn > synowie „Sohn“, ojcowie „Väter“, zięciowie „Schwiegersöhne“, świekrowie „Schwiegerväter“, ojczymowie „Stiefväter“),
hohen Titeln (król > królowie „König“, profesor > profesorowie „Professor“)
und Wörtern auf -n, -ek (opiekun > opiekunowie „Betreuer“, dziadek > dziadkowie „Großvater“).
Außerdem bei einigen Nachnamen wie Nowakowie „die Nowaks“.
  - -owiese bei einigen Wörtern auf -log-, -r, -mistrz (geologowie, rektorz > rektorowie, burmistrze > burmistrzowie „Bürgermeister“).
- Feminina haben:
  - -y für Wörter auf harten Konsonant + -a oder solchen auf historisch weichen Konsonant ohne Vokal.
  - -e nach weichem Konsonant mit Vokal (dłoń > dłonie „Handfläche“, gałąź > gałęzie „Zweig“, noc > nocy / noce „Nacht“).
  - -i nach -g / -k oder nach weichem Konsonant ohne Vokal (brew > brwi „Braue“, außerdem wieś > wsi(e) „Dorf“).

Genitiv Plural:
- Maskulina haben folgende Möglichkeiten:
  - -ów nach hartem Konsonant und einigen anderen (pan > panów „Herr“, kraj > krajów „Land“, uczeń > uczniów „Schüler“)
  - -y nach historisch weichem Konsonant (talerz > talerzy „Teller“, wąż > węży „Schlange“).
  - -i nach weichem Konsonant (nauczyciel > nauczycieli „Lehrer“).
- Neutra haben:
  - meist keine Endung.
  - -i nach erweichtem Konsonant (narzędzie > narzędzi „Werkzeug“).
  - -y nach historisch weichem Konsonant (wybrzeże > wybrzeży „Küste“).
  - -ów bei belebten Substantiven auf -sk (chłopisko > chłopisków „großer Kerl“).
- Feminina haben:
  - meist keine Endung.
  - -i nach einigen Wörtern auf weichen Konsonant ohne Vokal, solchen auf Konsonant + -nia und Wörtern auf -ownia, -arnia, -ernia, -alnia, -elnia (powierzchnia > powierzchni „Oberfläche“, kawiarnia > kawiarni „Café, Bistro“, idea > idei „Idee“).
  - Wörter auf -ja haben eine der beiden Endungen (żmija > żmij „Schlange“, zbroja > zbroi „Rüstung“).

- Substantive auf -anin erscheinen im Plural verkürzt: Rosjanin „Russe“ im Nominativ Plural: Rosjanie, im Genitiv Plural Rosjan, im Dativ Plural Rosjanom usw.
Nur folgende Substantive haben eine Genitiv-Plural-Endung: Amerykanów, Afrykanów, Meksykanów, republikanów.

Viele Eigennamen werden nicht flektiert.
- powieści Juliusza Verne'a „Romane von Jules Verne“
- Pan Nowak „Herr Nowak“ wird meist dekliniert (aber auch z panem Janem Nowak „mit Herrn Jan Nowak“ ist möglich), nicht jedoch Pani Nowak „Frau Nowak“.

#### Stammklassen
Ältere Sprachen, aus welchen das Polnische hervorgegangen ist, verfügten über ein reiches System an klar trennbaren Deklinationsklassen. Im modernen Polnisch findet man die wichtigsten der ursprünglichen Klassen teilweise miteinander vermischt vor, von anderen Klassen sind nur wenige Exemplare übrig geblieben, die man als nun 'unregelmäßig' bezeichnet.

##### Native Wörter
Die folgenden Abschnitte sind als unvollständige Etymologie des heutigen Deklinationsschemas zu betrachten und geben keine sicheren Hinweise auf die heutige Deklination polnischer Substantive. Die Deklinationstabellen dienen als Beispiele für die vollständige Flexion polnischer Substantive; fettgedruckt sind dabei diejenigen Formen, die eindeutig der ursprünglichen Deklinationsklasse des Wortes angehörten.
- Die thematischen (o-)Stämme haben sich mit anderen Klassen für Maskulina und Neutra vermischt.

- Die ursprünglichen jo-Stämme (kraj „Land“, koń „Pferd“ und mąż „Ehemann“) enden auf einen weichen Konsonant oder j:

|              | Singular      | Plural        |
| ------------ | ------------- | ------------- |
| Nominativ    | kraj          | kraje         |
| Genitiv      | kraju         | krajów        |
| Dativ        | krajowi       | krajom        |
| Akkusativ    | Wie Nominativ | Wie Nominativ |
| Instrumental | krajem        | krajami       |
| Lokativ      | kraju         | krajach       |
| Vokativ      | Wie Lokativ   | Wie Nominativ |

|              | Singular     | Plural        |
| ------------ | ------------ | ------------- |
| Nominativ    | koń          | konie         |
| Genitiv      | konia        | koni          |
| Dativ        | koniowi      | koniom        |
| Akkusativ    | Wie Genitiv! | Wie Nominativ |
| Instrumental | koniem       | końmi (!)     |
| Lokativ      | koniu        | koniach       |
| Vokativ      | Wie Lokativ  | Wie Nominativ |

|              | Singular     | Plural        |
| ------------ | ------------ | ------------- |
| Nominativ    | mąż          | mężowie       |
| Genitiv      | męża         | mężów         |
| Dativ        | mężowi       | mężom         |
| Akkusativ    | Wie Genitiv! | Wie Genitiv!  |
| Instrumental | mężem        | mężami        |
| Lokativ      | mężu         | mężach        |
| Vokativ      | Wie Lokativ  | Wie Nominativ |

- Die a-Deklination ist bis heute erhalten. Zu ihr gehören weibliche Substantive wie żona „Ehefrau“, aber auch einige männliche wie poeta „Dichter“, die identisch dekliniert werden:

|              | Singular | Plural        |
| ------------ | -------- | ------------- |
| Nominativ    | żona     | żony          |
| Genitiv      | żony     | żon           |
| Dativ        | żonie    | żonom         |
| Akkusativ    | żonę     | Wie Nominativ |
| Instrumental | żoną     | żonami        |
| Lokativ      | żonie    | żonach        |
| Vokativ      | żono     | Wie Nominativ |

|              | Singular | Plural        |
| ------------ | -------- | ------------- |
| Nominativ    | żmija    | żmije         |
| Genitiv      | żmii     | żmij          |
| Dativ        | żmii     | żmijom        |
| Akkusativ    | żmiję    | Wie Nominativ |
| Instrumental | żmiją    | żmijami       |
| Lokativ      | żmii     | żmijach       |
| Vokativ      | żmijo    | Wie Nominativ |

- Zu einer Abart der a-Deklination, nämlich der ja-Deklination, gehörten etwa ziemia „Erde“ sowie Feminina auf -sza, -cza, -ca, -ża (dusza „Seele“, piecza „Fürsorge“, praca „Arbeit“, plaża „Strand“):

|              | Singular       | Plural             |
| ------------ | -------------- | ------------------ |
| Nominativ    | dusza / ziemia | dusze / ziemie     |
| Genitiv      | duszy / ziemi  | dusz / ziem        |
| Dativ        | duszy / ziemi  | dusziom / ziemiom  |
| Akkusativ    | duszę / ziemię | wie Nominativ      |
| Instrumental | duszą / ziemią | duszami / ziemiami |
| Lokativ      | duszy / ziemi  | duszach / ziemiach |
| Vokativ      | duszo / ziemio | wie Nominativ      |

- Von den ursprünglichen u-Stämmen (wół „Ochse“, dom „Haus“ und syn „Sohn“, jad „Gift“, miód „Honig“, poród „Geburt“, dług „Schuld“) kommen die Endungen -owi im Dativ Singular, -u im Lokativ Singular, -owie im Nominativ/Vokativ Plural und -ów im Genitiv Plural.

- Zu den i-Stämmen gehörten vor allem Feminina, aber es gibt auch einige Maskulina (bol „Schmerz“, gwóźdź „Nagel“, gołąb „Taube“, gość „Gast“, zięć „Schwiegersohn“, łokieć „Ellenbogen“, niedźwiedź „Bär“, paznokieć „[Finger-/Zeh-]Nagel“, ogień „Feuer“, czerw „Wurm“, węgiel „Kohle“; zwierzę „Tier“ ist zu den t-Stämmen übergetreten und ist daher nun sächlich).
- Die Deklination einiger männlicher Substantive auf weichen Konsonant sieht folgendermaßen aus:

|              | Singular      | Plural        |
| ------------ | ------------- | ------------- |
| Nominativ    | ból           | bóle          |
| Genitiv      | bólu          | bóli / bólów  |
| Dativ        | bólowi        | bólom         |
| Akkusativ    | Wie Nominativ | Wie Nominativ |
| Instrumental | bólem         | bólami        |
| Lokativ      | bólu          | bólach        |
| Vokativ      | Wie Lokativ   | Wie Nominativ |

|              | Singular                     | Plural                      |
| ------------ | ---------------------------- | --------------------------- |
| Nominativ    | gwóźdź – niedźwiedź          | gwoździe – niedźwiedzie     |
| Genitiv      | gwoździa – niedźwiedzia      | gwoździ – niedźwiedzi       |
| Dativ        | gwoździowi – niedźwiedziowi  | gwoździom – niedźwiedziom   |
| Akkusativ    | Wie Nominativ – niedźwiedzia | Wie Nominativ               |
| Instrumental | gwoździem – niedźwiedziem    | gwoździami – niedźwiedziami |
| Lokativ      | gwoździu – niedźwiedziu      | gwoździach – niedźwiedziach |
| Vokativ      | Wie Nominativ                | Wie Nominativ               |

|              | Singular                        | Plural                            |
| ------------ | ------------------------------- | --------------------------------- |
| Nominativ    | zięć – gość – gołąb             | zięciowie – goście – gołębie      |
| Genitiv      | zięcia – gościa – gołębia       | zięciów – gości – gołębi          |
| Dativ        | zięciowi – gościowi – gołębiowi | zięciom – gościom – gołębiom      |
| Akkusativ    | Wie Genitiv!                    | zięciów – gościów – gołębie       |
| Instrumental | zięciem – gościem – gołębiem    | zięciami – gośćmi (!) – gołębiami |
| Lokativ      | zięciu – gościu – gołębiu       | zięciach – gościach – gołębiach   |
| Vokativ      | Wie Lokativ                     | Wie Nominativ                     |

- Ursprünglich weibliche i-Stämme (maść (< -st-) „Salbe“, bojaźń (< -zn-) „Furcht“, piędź (-d-) „Spanne“, wieś (< -s-) „Dorf“, myśl „Gedanke“ (< -l-); außerdem: mysz „Maus“ und rzecz „Ding“) enden auf einen palatalisierten Konsonanten.

|              | Singular      | Plural        |
| ------------ | ------------- | ------------- |
| Nominativ    | maść          | maście        |
| Genitiv      | maści         | maści         |
| Dativ        | maści         | maściom       |
| Akkusativ    | Wie Nominativ | Wie Nominativ |
| Instrumental | maścią        | maściami      |
| Lokativ      | maści         | maściach      |
| Vokativ      | maści         | Wie Nominativ |

|              | Singular      | Plural        |
| ------------ | ------------- | ------------- |
| Nominativ    | mysz          | myszy         |
| Genitiv      | myszy         | Wie Nominativ |
| Dativ        | myszy         | myszom        |
| Akkusativ    | Wie Nominativ | Wie Nominativ |
| Instrumental | myszą         | myszami       |
| Lokativ      | myszy         | myszach       |
| Vokativ      | myszy         | Wie Nominativ |

- Die einstigen Feminina wytwór „Geschöpf“ und błąd  „Fehler, Irrtum“ sind heute männlich:

|              | Singular            | Plural              |
| ------------ | ------------------- | ------------------- |
| Nominativ    | wytwór / błąd       | wytwory / błędy     |
| Genitiv      | wytworu / błędu     | wytworów / błędów   |
| Dativ        | wytworowi / błędowi | wytworom / błędom   |
| Akkusativ    | Wie Nominativ       | Wie Nominativ       |
| Instrumental | wytworem / błędem   | wytworami / błędami |
| Lokativ      | wytworze / błędzie  | wytworach / błędach |
| Vokativ      | Wie Lokativ         | Wie Nominativ       |

- Die sächlichen Substantive oko „Auge“ und ucho „Ohr“ haben im Plural einen abweichenden Stammkonsonanten und bilden einige Pluralformen gemäß den alten Zweizahl-Endungen der i-Stämme:

|              | Singular      | Plural                  |
| ------------ | ------------- | ----------------------- |
| Nominativ    | oko           | oczy / oka              |
| Genitiv      | oka           | oczu / ócz / ok         |
| Dativ        | oku           | oczom / okom            |
| Akkusativ    | Wie Nominativ | Wie Nominativ           |
| Instrumental | okiem         | oczyma / oczami / okami |
| Lokativ      | oku           | oczach / okach          |
| Vokativ      | Wie Nominativ | Wie Nominativ           |

|              | Singular      | Plural          |
| ------------ | ------------- | --------------- |
| Nominativ    | ucho          | uszy            |
| Genitiv      | ucha          | uszu            |
| Dativ        | uchu          | uszom           |
| Akkusativ    | Wie Nominativ | Wie Nominativ   |
| Instrumental | uchem         | uszyma / uszami |
| Lokativ      | uchu          | uszach          |
| Vokativ      | Wie Nominativ | Wie Nominativ   |

- Von den Feminina auf -i haben sich im Polnischen pani „Sie“ (für eine weibliche Person) und bogini „Göttin“ erhalten:

|              | Singular        | Plural              |
| ------------ | --------------- | ------------------- |
| Nominativ    | pani / bogini   | panie / boginie     |
| Genitiv      | pani / bogini   | pań / bogiń         |
| Dativ        | pani / bogini   | paniom / boginiom   |
| Akkusativ    | panią / boginię | panie / boginie     |
| Instrumental | panią / boginią | paniami / boginiami |
| Lokativ      | pani / bogini   | paniach / boginiach |
| Vokativ      | pani / bogini   | panie / boginie     |

- Die n-Stämmen sind männlich oder sächlich. Die Neutra verlieren im Rectus Singular ihr n: imię „Vorname“, brzemię „Belastung“, siemię „Same“, plemię „Stamm“. Bei Maskulina findet man ein -ń im Rectus Singular: dzień „Tag“, korzeń „Wurzel“, płomień „Flamme“, rzemień „Riemen“, stopień „Stufe“, jeleń „Hirsch“.

|              | Singular      | Plural        |
| ------------ | ------------- | ------------- |
| Nominativ    | imię          | imiona        |
| Genitiv      | imienia       | imion         |
| Dativ        | imieniu       | imionom       |
| Akkusativ    | Wie Nominativ | Wie Nominativ |
| Instrumental | imieniem      | imionami      |
| Lokativ      | imieniu       | imionach      |
| Vokativ      | Wie Nominativ | Wie Nominativ |

|              | Singular      | Plural     |
| ------------ | ------------- | ---------- |
| Nominativ    | dzień         | dnie / dni |
| Genitiv      | dnia          | dni        |
| Dativ        | dniowi        | dniom      |
| Akkusativ    | Wie Nominativ | dni        |
| Instrumental | dniem         | dniami     |
| Lokativ      | dniu          | dniach     |
| Vokativ      | Wie Lokativ   | dni        |

- Alte û-Stämme sind chorągiew „Fahne“, krew „Blut“ und cerkiew „orthodoxe Kirche“:

|              | Singular      | Plural |
| ------------ | ------------- | ------ |
| Nominativ    | krew          |        |
| Genitiv      | krwi          |        |
| Dativ        | krwi          |        |
| Akkusativ    | Wie Nominativ |        |
| Instrumental | krwią         |        |
| Lokativ      | krwi          |        |
| Vokativ      | krwi          |        |

|              | Singular      | Plural        |
| ------------ | ------------- | ------------- |
| Nominativ    | cerkiew       | cerkwie       |
| Genitiv      | cerkwi        | cerkwi        |
| Dativ        | cerkwi        | cerkwiom      |
| Akkusativ    | Wie Nominativ | Wie Nominativ |
| Instrumental | cerkwią       | cerkwiami     |
| Lokativ      | cerkwi        | cerkwiach     |
| Vokativ      | cerkwi        | Wie Nominativ |

- Zu den t-Stämmen gehörten nur Neutra. Von ihnen ist im Polnischen cielę „Kalb“ erhalten:

|              | Singular      | Plural        |
| ------------ | ------------- | ------------- |
| Nominativ    | cielę         | cielęta       |
| Genitiv      | cielęcia      | cieląt        |
| Dativ        | cielęciu      | cielętom      |
| Akkusativ    | Wie Nominativ | Wie Nominativ |
| Instrumental | cielęciem     | cielętami     |
| Lokativ      | cielęciu      | cielętach     |
| Vokativ      | Wie Nominativ | Wie Nominativ |

- Von den s-Stämmen (koło „Rad“, dzieło „Werk“, drzewo „Baum“, cudo „Wunder“, slowo „Wort“, niebo „Himmel“, ciało „Leib“) stammt die Nominativ-Singular-Endung -o der meisten Neutra. Das Flexionsschema eines Neutrum auf Labial sieht heute so aus:

|              | Singular      | Plural        |
| ------------ | ------------- | ------------- |
| Nominativ    | niebo         | nieba         |
| Genitiv      | nieba         | nieb          |
| Dativ        | niebu         | niebom        |
| Akkusativ    | Wie Nominativ | Wie Nominativ |
| Instrumental | niebem        | niebami       |
| Lokativ      | niebie        | niebach       |
| Vokativ      | Wie Nominativ | Wie Nominativ |

Nicht mehr existent sind die folgenden beiden Klassen:
- Neutra auf -anie weisen im Polnischen keine Besonderheiten mehr auf:

|              | Singular      | Plural        |
| ------------ | ------------- | ------------- |
| Nominativ    | danie         | dania         |
| Genitiv      | dania         | dań           |
| Dativ        | daniu         | daniom        |
| Akkusativ    | Wie Nominativ | Wie Nominativ |
| Instrumental | daniem        | daniami       |
| Lokativ      | daniu         | daniach       |
| Vokativ      | Wie Nominativ | Wie Nominativ |

- Die einzigen erhaltenen r-Stämme im Slawischen – die ursprünglichen Wörter für 'Mutter' und 'Tochter' – sind im Polnischen durch andere ersetzt worden (nämlich durch die a-Stämme matka für „Mutter“ und córka für „Tochter“).

- Einige der ursprünglichen Klassen (vor allem n-, t- und û-Stämme) haben einen unregelmäßigen Rectus Singular hinterlassen; die meisten anderen Deklinationsformen haben inzwischen aber die „allgemeinen“ Endungen angenommen.
- Durch eine Vielzahl von Umwälzung kommt es, dass bei einer Reihe polnischer Substantive teilweise mehrere Formen möglich sind. Als willkürliches Beispiel sei diabeł „Teufel“ herausgegriffen:

|              | Singular | Plural        |
| ------------ | -------- | ------------- |
| Nominativ    | diabeł   | diabły/diabli |
| Genitiv      | diabła   | diabłów       |
| Dativ        | diabłu   | diabłom       |
| Akkusativ    | diabła   | diabły (!)    |
| Instrumental | diabłem  | diabłami      |
| Lokativ      | diable   | diabłach      |
| Vokativ      | diable   | Wie Nominativ |

##### Fremdwörter
Einige Fremdwörter im Polnischen können nicht oder nur teilweise dekliniert werden, weil die Endung des Rectus in kein polnisches Deklinationsschema passt. Zu diesen gehören:
- Neutra auf -um (Fremdwörter aus dem Lateinischen) bleiben im Singular unverändert, im Genitiv Plural haben sie -ów (album ist jedoch maskulin):

|              | Singular | Plural        |
| ------------ | -------- | ------------- |
| Nominativ    | muzeum   | muzea         |
| Genitiv      |          | muzeów        |
| Dativ        |          | muzeom        |
| Akkusativ    |          | Wie Nominativ |
| Instrumental |          | muzeami       |
| Lokativ      |          | muzeach       |
| Vokativ      |          | Wie Nominativ |

- Substantive auf -u werden überhaupt nicht dekliniert: gnu „Gnu“ usw., das Gleiche gilt für einige als fremd empfundene ausländische geographische Bezeichnungen, wie z. B. „Bielefeld“.
- Fremdwörter auf -ia oder -ja werden wie andere native Wörter mit demselben Ausgang dekliniert, jedoch behalten sie ihr i bzw. j in allen Formen; der Genitiv Plural weist auch eine unregelmäßige Nebenform auf:

|              | Singular | Plural          |
| ------------ | -------- | --------------- |
| Nominativ    | teoria   | teorie          |
| Genitiv      | teorii   | teorii / teoryj |
| Dativ        | teorii   | teoriom         |
| Akkusativ    | teorię   | teorie          |
| Instrumental | teorią   | teoriami        |
| Lokativ      | teorii   | teoriach        |
| Vokativ      | teorio   | teorie          |

|              | Singular    | Plural                    |
| ------------ | ----------- | ------------------------- |
| Nominativ    | artykulacja | artykulacje               |
| Genitiv      | artykulacji | artykulacji / artykulacyj |
| Dativ        | artykulacji | artykulacjom              |
| Akkusativ    | artykulację | artykulacje               |
| Instrumental | artykulacją | artykulacjami             |
| Lokativ      | artykulacji | artykulacjach             |
| Vokativ      | artykulacjo | artykulacje               |

### Adjektive
Adjektive stehen meist in attributiver Position bei einem Substantiv. Sie können auch zu Adverbien abgeleitet werden, wie im Abschnitt Derivation beschrieben wird.
- Sie stehen vor dem Bezugssubstantiv, wenn sie seine Qualität angeben: biały kot „die/eine weiße Katze“.
- Sie stehen hinter dem Bezugssubstantiv, wenn sie sich auf dessen Funktion oder allgemeine Natur beziehen: język polski, „die polnische Sprache“. Oft dient dies auch der Bildung feststehender Wendungen (quasi als Entsprechung der Komposita): kot domowy „Hauskatze“, robotnik nielegalny „Schwarzarbeiter“.

#### Deklination
Adjektive werden ähnlich wie Pronomen dekliniert:
|              | Singular                            | Singular          | Singular   | Singular            | Plural        | Plural    |
| Feminin      | Maskulin persönlich Maskulin belebt | Maskulin unbelebt | Neutrum    | Maskulin persönlich | Übrige Genera |           |
| ------------ | ----------------------------------- | ----------------- | ---------- | ------------------- | ------------- | --------- |
| Nominativ    | -a -ia                              | -y -i             | -y -i      | -e -ie              | -i / -y (!)   | -e -ie    |
| Genitiv      | -ej -iej                            | -ego -iego        | -ego -iego | -ego -iego          | -ych -ich     | -ych -ich |
| Dativ        | -ej -iej                            | -emu -iemu        | -emu -iemu | -emu -iemu          | -ym -im       | -ym -im   |
| Akkusativ    | -ą -ią                              | -ego -iego        | -y -i      | -e -ie              | -ych -ich     | -e -ie    |
| Instrumental | -ą -ią                              | -ym -im           | -ym -im    | -ym -im             | -ymi -imi     | -ymi -imi |
| Lokativ      | -ej -iej                            | -ym -im           | -ym -im    | -ym -im             | -ych -ich     | -ych -ich |

- Adjektive auf einen harten Konsonanten außer g und k haben die Endungen der oberen Zeile: czarny, czarnego, czarnemu, czarnym… (harter Konsonant) „schwarz“ <> niski, niskiego, niskiemu, niskim… (sonstiger Konsonant) „niedrig“.
- Der maskuline Nominativ Plural bedingt die Palatalisierung des vorausgehenden Konsonanten, wodurch bei einigen eine Änderung eintritt:

| Nominativ Singular | Nominativ Plural |
| ------------------ | ---------------- |
| -ry/-rzy           | -rzy             |
| -ły                | -li              |
| -szy               | -si              |
| -ki -gi            | -ci -dzi         |

#### Steigerung
- Polnische Adjektive können einen Komparativ bilden, von welchem der Superlativ wiederum durch ein vorangestelltes naj- abgeleitet wird.
- Der Komparativ wird auf zwei verschiedene Arten gebildet:  1. Anhängen eines Suffixes, 2. Voranstellen von bardziej „mehr“ (vor allem bei Fremdwörtern) – der Superlativ wird dann entsprechend durch Voranstellen von najbardziej „am meisten“ gebildet.

- Das Komparativsuffix tritt in unterschiedlicher Gestalt auf:
  - -sz- wird an Adjektive angehängt, die auf einen einzigen Konsonanten enden: stary > starszy „alt“.
Hierzu zählen auch Adjektive, die durch die Suffixe -k, -ek, -ok gebildet sind, die dann selbst wegfallen: brzydki > brzydszy „hässlich“.
Dabei treten teilweise Veränderungen des Auslautkonsonanten ein: wysoki > wyższy „hoch“, drogi > droższy „teuer“, wesoły > weselszy „froh“.
  - Bei Adjektiven auf mehrere Konsonanten wird -ejsz- angehängt: uprzejmy > uprzejmiejszy „höflich“.
Auch hier können Konsonantenveränderungen auftreten: mądry > mądrzejszy = mędrszy „klug“, żyzny > żyźniejszy „fruchtbar“.
  - Bei einigen Adjektiven wird vor dem Komparativsuffix ein anderer Stamm verwendet:
dobry > lepszy „gut“, zły > gorszy „schlecht“, mały > mniejszy „klein“, wielki / duży > większy „groß / großartig“, lekki > lźejszy „leicht“.
- Ein mit Komparativsuffix versehenes Adjektiv wird genau wie jedes andere dekliniert: starszy, starsza, starsze „älter“.

### Pronomen und Adverbien
Die meisten Pronomen werden wie Adjektive dekliniert. Adverbien sind unveränderlich; der Abschnitt Derivation beschreibt die Bildung von Adverbien aus Adjektiven.

#### Personalia und Possessiva
Personalpronomen haben ein ganz eigenes Flexionsschema. Es gibt nur ein einheitliches Reflexivpronomen, das sich auf ein beliebiges Subjekt beziehen kann. Ein Vokativ existiert nicht.
| Kasus        | ich         | du          | er              | es              | sie      | wir         | ihr         | sie (maskulin) | sie (nicht-maskulin) | Reflexiv    |
| Kasus        | Singular    | Singular    | Singular        | Singular        | Singular | Plural      | Plural      | Plural         | Plural               | Reflexiv    |
| ------------ | ----------- | ----------- | --------------- | --------------- | -------- | ----------- | ----------- | -------------- | -------------------- | ----------- |
| Nominativ    | ja          | ty          | on              | ono             | ona      | my          | wy          | oni            | one                  |             |
| Genitiv      | mnie        | ciebie cię  | jego / niego go | jego / niego go | jej/niej | nas         | was         | ich / nich     | ich / nich           | siebie się  |
| Dativ        | mnie mi     | tobie ci    | jemu / niemu mu | jemu / niemu mu | jej/niej | nam         | wam         | im / nim       | im / nim             | sobie       |
| Akkusativ    | Wie Genitiv | Wie Genitiv | Wie Genitiv     | je / nie        | ją/nią   | Wie Genitiv | Wie Genitiv | Wie Genitiv    | je / nie             | Wie Genitiv |
| Instrumental | mną         | tobą        | nim             | nim             | nią      | nami        | wami        | nimi           | nimi                 | sobą        |
| Lokativ      | mnie        | tobie       | nim             | nim             | niej     | nas         | was         | nich           | nich                 | sobie       |

- Stehen in einer Zeile zwei Formen übereinander, ist die untere Form die unbetonte, die keinen Gegensatz ausdrücken kann.
Die betonte Form der 1. und 2. Personen steht immer nach Präpositionen oder am Satzanfang.
- Nach Präpositionen stehen bei der 3. Person immer diejenigen Formen rechts vom Schrägstrich, also niego, niemu, nich, nim – hier wird nicht nach betont oder unbetont unterschieden.
Literarisch erscheinen auch Kontraktionen: za niego > zań „für ihn“.
- Zur höflichen Anrede (Sie) werden im Polnischen Pan, Pani, Panna „Herr, Frau, Fräulein“ zur Anrede einer einzelnen Person, Panowie, Panie, Państwo, Panny „Herren, Damen, Damen und Herren, Fräulein“ zur Anrede mehrerer Personen verwendet, deren Deklination im Abschnitt Substantive dargestellt ist. Das Prädikat steht entsprechend in der 3. Person Singular bzw. Plural.

Der Genitiv bei den Personalpronomen der 1. und 2. Person wird nur als Objekt gewisser Verben oder nach bestimmten Präpositionen verwendet. Ansonsten stehen wie im Deutschen Possessivpronomen:
| Person    | Singular                        | Plural                           |
| --------- | ------------------------------- | -------------------------------- |
| 1. Person | mój, moja, moje, moi „mein“     | nasz, nasza, nasze, nasi „unser“ |
| 2. Person | twój, twoja, twoje, twoi „dein“ | wasz, wasza, wasze, wasi „euer“  |
| Reflexiv  | swój, swoja, swoje, swoi        | swój, swoja, swoje, swoi         |

- Der Akzent auf dem ó steht nur im Rectus Singular Maskulin; ansonsten werden sie wie Adjektive dekliniert.
- Das im Deutschen nicht existierende reflexive swój bezieht sich auf das Subjekt des Satzes, kann aber selbst nicht innerhalb der Subjektphrase vorkommen.
Dabei kann das Subjekt des Satzes auch die 1. oder 2. Person sein, sodass hier zwei Auswahlmöglichkeiten für das Possessivpronomen existieren:
  - 1. Person: (ja) widzę swojego/mojego psa „ich sehe meinen Hund“ (Akkusativ=Genitiv), (ja) widzę swój/mój dom „ich sehe mein Haus“ (Akkusativ=Nominativ);
(my) widzimy swojego/naszego psa „wir sehen unsern Hund“, (my) widzimy swój/nasz dom „wir sehen unser Haus“.
  - 2. Person: (ty) widzisz swojego/twojego psa „du siehst deinen Hund“, (ty) widzisz swój/twój dom „du siehst dein Haus“;
(wy) widzicie swojego/waszego psa „ihr seht euern Hund“, (wy) widzicie swój/wasz dom „ihr seht euer Haus“.
  - 3. Person: on widzi swojego psa „er sieht seinen [eigenen] Hund“ / ona widzi swojego psa „sie sieht ihren [eigenen] Hund“; on widzi swój dom „er sieht sein [eigenes] Haus“ / ona widzi swój dom „sie sieht ihr eigenes Haus“;
oni/one widzą swojego psa „sie sehen ihren [eigenen] Hund“, oni/one widzą swój dom „sie sehen ihr eigenes Haus“.
- Wenn der Bezugsgegenstand nicht dem Subjekt gehört, stehen die unveränderlichen, nicht-reflexiven Personalpronomen in der 3. Person:
  - jego „dessen“: on widzi jego psa „er sieht dessen Hund“, ona widzi jego psa „sie sieht dessen Hund“; on widzi jego dom „er sieht dessen Haus“;
oni/one widzą jego psa „sie sehen dessen Hund“ usw.
  - jej „ihren“ (Feminin Singular): on widzi jej psa „er sieht ihren Hund“, ona widzi jej psa „sie sieht ihren Hund“; on widzi jej dom „er sieht ihr Haus“;
oni/one widzą jej psa „sie sehen ihren Hund“ usw.
  - ich „deren“ (Plural): on widzi ich psa „er sieht deren Hund“/„er sieht den Hund von ihnen“, ona widzi ich psa „sie sieht deren Hund“/„sie sieht den Hund von ihnen“; on widzi ich dom „er sieht deren Haus“/„er sieht das Haus von ihnen“;
oni/one widzą ich psa „sie sehen deren Hund“/„sie sehen den Hund von ihnen“ usw.
- Literarische Nebenformen sind: me (moje), ma (moja), mego (mojego), mych (moich) usw.

#### Demonstrativa
- taki (taka, takie) „ein derartiger, ein solcher“.
- ten „dieser“ und tamten „der da, jener“ werden wie folgt dekliniert:

| Deklinion von ten | Maskulin                            | Neutrum  | Feminin    | Maskulin                          | Nicht-maskulin |
| Deklinion von ten | Singular                            | Singular | Singular   | Plural                            | Plural         |
| ----------------- | ----------------------------------- | -------- | ---------- | --------------------------------- | -------------- |
| Nominativ         | ten                                 | to       | ta         | ci                                | te             |
| Genitiv           | tego                                | tego     | tej        | tych                              | tych           |
| Dativ             | temu                                | temu     | tej        | tym                               | tym            |
| Akkusativ         | Wie Nominativ bzw. Genitiv Singular | to       | tę (tamtą) | Wie Nominativ bzw. Genitiv Plural | te             |
| Instrumental      | tym                                 | tym      | tą         | tymi                              | tymi           |
| Lokativ           | tym                                 | tym      | tej        | tych                              | tych           |

- Daneben gibt es noch ów (owa, owo) „jener“.
- tyle „soviel“ (die obliquen Kasus und das persönliche Maskulinum haben tylu): tyle mleka „soviel Milch“ (mleka ist im Genitiv Singular), wiem tylko tyle „ich weiß nur soviel“, wiem tyle, co i ty „ich weiß so viel wie du“, mam tyle lat, co on (wörtlich: „ich habe soviele Jahre wie er“) „ich bin so alt wie er“; tylu mężczyzn „soviele Männer“ (mężczyzn ist Genitiv Plural), nie mamy tylu krzeseł „soviele Stühle haben wir nicht“ (tylu krzeseł muss im Genitiv Plural stehen, weil das Prädikat verneint ist).
tyle ist korrelativ mit ile: zrób tyle, ile się da „mach so viel wie möglich“.
- Nicht dekliniert werden:
  - już „schon“, teraz „jetzt“, wtedy „zu jenem Zeitpunkt, dann, damals“…
  - tu(taj) „hier“, tam „da/dort(hin)“, tamtędy „da/dort (durch)“; stąd „von/ab hier“, stamtąd „von dort, dorther“…
  - tak „so; ja“: tak czy tak „so oder so“, dokładnie tak … jak „genauso … wie“; tak jest „jawohl, jawoll“; tak dużo „so viel“, tak wiele „soviele“
  - dlatego „deshalb, deswegen, darum, aus diesem Grund“, na co „dafür, dazu“

#### Interrogativa und Relativa
- jaki (jaka, jakie) „was für ein?“: jakie masz hobby? „was hast du für ein Hobby?“.
Es steht auch korrelativ mit sich selbst: jaka matka, jaka córka „wie die Mutter, so die Tochter“.
- który (która, które) „welcher?“: Która godzina? (welche Stunde?) „wie viel Uhr ist es?“.
Es ist auch Relativpronomen.
- kto? „wer?“ und co? „was?“ werden nur anstelle eines Substantivs gebraucht:

|              | kto              | co               |
| ------------ | ---------------- | ---------------- |
| Nominativ    | kto „wer“        | co „was“         |
| Genitiv      | kogo („wen“)     | czego („was“)    |
| Dativ        | komu „wem“       | czemu („was“)    |
| Akkusativ    | kogo „wen“       | Wie Nominativ    |
| Instrumental | z kim „mit wem“  | czym „womit“     |
| Lokativ      | o kim „über wen“ | o czym „worüber“ |

- ile „wie viel?“ (dekliniert wie tyle): ile to kosztuje? „wie viel kostet das?“, ilu ludzi „wie viele Leute?, wie viele Menschen!“, ilu kandydatów? „wie viele Kandidaten?“, ile drzew? „wie viele Bäume?“.
- Nicht dekliniert werden:
  - kiedy? „wann?“
  - gdzie? „wo?“, skąd? „woher? von wo?“, dokąd? „wohin?“ (hierfür auch immer häufiger gdzie)
  - jak? „wie? auf welche Weise?“
  - dlaczego? „warum?, wieso?, weshalb?“ (umgangssprachlich auch czemu?), po co? „wozu?“, czym? „womit?“ (Werkzeug)

#### Indefinita
Die meisten Indefinita werden durch angehängtes -ś von Interrogativpronomen abgeleitet. Auch bądź „sei“ (nachgestellt) oder lada und byle (vorangestellt) können hierfür verwendet werden.
- któryś „irgendwelcher“, jakiś „irgendein“.
- któś „irgendwer, jemand“ und coś „(irgend)etwas“ werden aus dem Interrogativpronomen hergeleitet, ebenso ktokolwiek „irgendwer, wer es auch sei“ und cokolwiek „was auch immer, egal was“; Letzteres hat auch die Bedeutung „etwas, ein wenig“.
Daneben gibt es zum Beispiel noch lada kto „egal wer“ oder co bądź „was auch immer“.
Die Deklination von ktoś, coś, ktokolwiek, cokolwiek geschieht folgendermaßen:

|              | ktoś                   | coś                  | ktokolwiek / cokolwiek                                   |
| ------------ | ---------------------- | -------------------- | -------------------------------------------------------- |
| Nominativ    | ktoś „jemand“          | coś „etwas“          | ktokolwiek „wer auch immer“ / cokolwiek „was auch immer“ |
| Genitiv      | kogoś „jemandes“       | czegoś               | kogokolwiek / czegokolwiek                               |
| Dativ        | komuś „jemandem“       | czemuś („etwas“)     | komukolwiek / czemukolwiek                               |
| Akkusativ    | kogoś „jemanden“       | Wie Nominativ        | kogokolwiek / cokolwiek                                  |
| Instrumental | z kimś „mit jemandem“  | czymś „mit etwas“    | z kimkolwiek / czymkolwiek                               |
| Lokativ      | o kimś „über jemanden“ | o czymś „über etwas“ | o kimkolwiek / czymkolwiek                               |

- byle jaki „egal was für einer“.
- ilekolwiek „wie viel es auch sei“.
- Nicht dekliniert werden:
  - kiedyś „irgendwann, einmal, dereinst“.
  - gdzieś „irgendwo“, skądś „von irgendwoher“, dokądś „irgendwohin“: może się znamy skądś? „vielleicht kennen wir uns von irgendwoher?“.
  - jakoś „irgendwie, auf irgendeine Weise“.
  - czymś „mit/durch irgendetwas“.

#### Negativa
Negativa beinhalten ein Element -ni-. Sie werden immer zusammen mit einem (durch nie) verneinten Prädikat verwendet.
- żaden, żadna, żadne „(überhaupt) kein“; auch durch bloßes nie ausgedrückt: nie mówię po polsku „ich spreche kein Polnisch“, nie ma sprawy „kein Problem, keine Ursache“.
- nikt „niemand“, nikogo „niemanden“, nic „nichts“:

|              | nikt                     | nic                    |
| ------------ | ------------------------ | ---------------------- |
| Nominativ    | nikt „niemand“           | nic „nichts“           |
| Genitiv      | nikogo „niemandes“       | niczego                |
| Dativ        | nikomu „niemandem“       | niczemu („nichts“)     |
| Akkusativ    | nikogo „niemanden“       | Wie Nominativ          |
| Instrumental | z nikim „mit niemandem“  | niczym „mit nichts“    |
| Lokativ      | o nikim „über niemanden“ | o niczym „über nichts“ |

Beispiel: Nie mówimy o nikim konkretnym „wir reden über niemand bestimmten“.
- Nicht dekliniert werden:
  - nigdy „nie(mals)“.
  - nigdzie „nirgends, nirgendwo“, donikąd „nirgendwohin“, znikąd „von nirgendwoher“.

### Zahlwörter
Auch die polnischen Zahlwörter werden dekliniert.
- Die Grundzahl 1 hat die Formen des Adjektivs (jeden, jedna, jedno). Der Plural jedni, jedne wird als „die Einen“ übersetzt.
- Die Grundzahlen größer eins haben ihr eigenes Deklinationsschema, wobei Genus-Kategorien unterschieden werden, die das Bezugssubstantiv haben kann: Es kann 1. eine männliche Person sein, 2. ein weibliches Substantiv sein, oder 3. sächlich oder männlich sein, ohne eine Person darzustellen.
- Ordnungszahlen werden wie Adjektive behandelt.
- Nach den meisten Grundzahlen steht das Substantiv, unabhängig vom Kasus der Nominalphrase, im Genitiv Plural. Siehe dazu den Abschnitt „Verwendung der Kasus“.
- Die folgende, noch unvollständige Tabelle zeigt die polnischen Grund- und Ordnungszahlen:

| Zahl                       | Maskulin unpersönlich – Neutrum – Feminin                                                                 | Maskulin persönlich                                    | Ordnungszahl Maskulin*                                                                           |
| -------------------------- | --- | ------------------------------------------------------ | ------------------------------------------------------------------------------------------------ |
| 0                          | zero | zero                                                   | zerowy                                                                                           |
| 1                          | jeden – jedna – jedno                                                                                     | jeden                                                  | pierwszy                                                                                         |
| 2                          | dwa – dwa – dwie                                                                                          | dwaj dwóch / dwu                                       | drugi                                                                                            |
| 3                          | trzy | trzej                                                  | trzeci                                                                                           |
| 4                          | cztery | czterej                                                | czwarty                                                                                          |
| 5                          | pięć | pięciu                                                 | piąty                                                                                            |
| 6                          | sześć | sześciu                                                | szósty                                                                                           |
| 7                          | siedem | siedmiu                                                | siódmy                                                                                           |
| 8                          | osiem | ośmiu                                                  | ósmy                                                                                             |
| 9                          | dziewięć                                                                                                  | dziewięciu                                             | dziewiąty                                                                                        |
| 10                         | dziesięć                                                                                                  | dziesięciu                                             | dziesiąty                                                                                        |
| 11 12 13 14 15 16 17 18 19 | jedenaście dwanaście trzynaście czternaście piętnaście szesnaście siedemnaście osiemnaście dziewiętnaście | -stu (wie: jedenastu)                                  | jedenasty dwunasty trzynasty czternasty piętnasty szesnasty siedemnasty osiemnasty dziewiętnasty |
| 20                         | dwadzieścia                                                                                               | dwudziestu                                             | dwudziesty                                                                                       |
| 21                         | dwadzieścia jeden – jedna – jedno                                                                         | dwudziestu jeden                                       | dwudziesty pierwszy                                                                              |
| 22                         | dwadzieścia dwa – dwa – dwie                                                                              | dwudziestu dwóch / dwu                                 | dwudziesty drugi                                                                                 |
| …                          | |                                                        |                                                                                                  |
| 30 40                      | trzydzieści czterdzieści                                                                                  | trzydziestu                                            | trzydziesty czterdziesty                                                                         |
| 50 60 70 80 90             | pięćdziesiąt sześćdziesiąt siedemdziesiąt osiemdziesiąt dziewięćdziesiąt                                  | -sięcu (wie: pięćdziesięciu)                           | pięćdziesiąty sześćdziesiąty siedemdziesiąty osiemdziesiąt dziewięćdziesiąt                      |
| 100                        | sto | stu                                                    | setny                                                                                            |
| 200                        | dwieście                                                                                                  | dwustu                                                 | dwusetny                                                                                         |
| 300 400                    | trzysta czterysta                                                                                         | trzystu czterystu                                      | trzysetny czterysetny                                                                            |
| 500 600 700 800 900        | pięćset sześćset siedemset osiemset dziewięćset                                                           | pięciuset sześciuset siedmiuset ośmiuset dziewięciuset | pięćsetny sześćsetny siedemset osiemset dziewięćsetny                                            |
| 1000                       | tysiąc | tysiąc                                                 | tysieczny                                                                                        |
| 2000 3000 4000             | dwa tysiące trzy tysiące cztery tysiące                                                                   | dwa tysiące trzy tysiące cztery tysiące                | dwutysieczny                                                                                     |
| 5000 …                     | pięć tysięcy …                                                                                            | pięć tysięcy …                                         | pięciotysięczny                                                                                  |
| 21000                      | dwadzieścia jeden tysięcy                                                                                 | dwadzieścia jeden tysięcy                              | dwudziestojednotysięczny                                                                         |
| 22000                      | dwadzieścia dwa tysiące                                                                                   | dwadzieścia dwa tysiące                                | dwudziestodwutysięczny                                                                           |
| …                          | |                                                        |                                                                                                  |
| 1 Million                  | milion | milion                                                 | milionowy                                                                                        |
| 1 Milliarde                | miliard                                                                                                   | miliard                                                | miliardowy                                                                                       |
| 1 Billion                  | bilion | bilion                                                 | bilionowy                                                                                        |

Um die feminine oder neutrale Version der Ordnungszahl zu schaffen, muss man statt „-y“, „-a“ (für feminin) oder „-e“ (für neutral) nutzen. Wenn die maskuline Ordnungszahl mit „-i“ endet, muss man „-e“ (für neutral, z. B. drugie - zweites) zugeben oder durch „-a“ ersetzen (für feminin, z. B. druga - zweite)
- dwa „zwei“ und oba „beide“ haben ihr eigenes Deklinationsschema:

|              | Maskulin unpersönlich & Neutrum   | Feminin                           | Maskulin persönlich                                   |
| ------------ | --------------------------------- | --------------------------------- | ----------------------------------------------------- |
| Nominativ    | dwa oba, obydwa, (obadwa)         | dwie obie, obydwie                | dwaj; dwóch / dwu + Gen. Pl. obaj, obydwaj, (obadwaj) |
| Genitiv      | dwóch / dwu obu, obydwóch, obydwu | dwóch / dwu obu, obydwóch, obydwu | dwóch / dwu obu, obydwóch, obydwu                     |
| Dativ        | dwom / dwu obu, obydwu, obydwom   | dwom / dwu obu, obydwu, obydwom   | dwom / dwu obu, obydwu, obydwom                       |
| Akkusativ    | wie Nominativ                     | dwie ?                            | dwóch obu, obydwóch, obydwu                           |
| Instrumental | dwoma / dwu obu, oboma, obydwoma  | dwiema, ? dwoma                   | dwoma / dwu obu, oboma, obydwoma                      |
| Lokativ      | dwóch / dwu obu, obydwóch, obydwu | dwóch / dwu obu, obydwóch, obydwu | dwóch / dwu obu, obydwóch, obydwu                     |

- 3 und 4 flektieren gleich:

|              | Maskulin unpersönlich & Neutrum | Feminin           | Maskulin persönlich                          |
| ------------ | ------------------------------- | ----------------- | -------------------------------------------- |
| Nominativ    | trzy – cztery                   | trzy – cztery     | trzej – czterej trzech – czterech + Gen. Pl. |
| Genitiv      | trzech – czterech               | trzech – czterech | trzech – czterech                            |
| Dativ        | trzem – czterem                 | trzem – czterem   | trzem – czterem                              |
| Akkusativ    | trzy – cztery                   | trzy – cztery     | trzech – czterech                            |
| Instrumental | trzema – czterema               | trzema – czterema | trzema – czterema                            |
| Lokativ      | trzech – czterech               | trzech – czterech | trzech – czterech                            |

- 5 hat folgendes Schema:

|              | Maskulin unpersönlich & Neutrum | Feminin           | Maskulin persönlich |
| ------------ | ------------------------------- | ----------------- | ------------------- |
| Nominativ    | pięć                            | pięć              | pięciu + Gen. Pl.   |
| Genitiv      | pięciu                          | pięciu            | pięciu              |
| Dativ        | pięciu                          | pięciu            | pięciu              |
| Akkusativ    | pięć                            | pięć              | pięciu              |
| Instrumental | pięciu / pięcioma               | pięciu / pięcioma | pięciu / pięcioma   |
| Lokativ      | pięciu                          | pięciu            | pięciu              |

## Konjugation
Allgemeines hierzu unter Konjugation
Die Gesamtheit der möglichen Formen eines Verbs kann in zwei Gruppen eingeteilt werden:
- Infinite Formen: Hier kennt das Polnische Infinitive, Partizipien und ein Verbalnomen.
  - Der Infinitiv (zum Beispiel znać „kennen“), den man auch schlicht „Grundform“ nennen kann, wird ähnlich wie im Deutschen verwendet.
  - Das Polnische kennt ein Partizip Aktiv, für transitive Verben auch ein Partizip Passiv.
- Finite Formen: In den finiten Formen wird das Verb nach Personen konjugiert, es kann außerdem verschiedene Zeiten und Modi ausdrücken.

### Infinite Formen
Infinite Formen sind im Polnischen „zeitlos“ und werden nicht nach Personen konjugiert.

#### Infinitiv
- Der Infinitiv endet bei den meisten Verben auf -ć, bei einigen auf -c:
  - być „sein“, mieć „haben“ usw.
  - biec „rennen“, piec „backen“; móc „können, imstande sein, vermögen“, wymóc „erzwingen“; strzec „bewachen“.
Im Präsens werden diese Verben konjugiert nach Klasse I.
- Außerdem gibt es einige Verben auf -ść und -źć:

| Infinitiv        | Beispielformen                            | Abgeleitete Verben |
| ---------------- | ----------------------------------------- | --- |
| iść „gehen“      | idę / szedłem „ich gehe / ich ging“       | przyjść, przyjdę, przyszedłem „ankommen“ pójść, pójdę, poszedłem „abgehen“ wejść, wejdę, wszedł „hineingehen“ wyjść, wyjdę, wyszedł „hinausgehen“ |
| jeść „essen“     | jem / jadłem „ich esse / ich aß“          | zjeść, zjem, zjadł „(auf)essen“ |
| nieść „tragen“   | niosę / niósł „ich trage / ich trug“      | przynieść, przyniosę, przyniosłem „bringen“ |
| kraść „stehlen“  | kradnę / kradłem „ich stehle / ich stahl“ | |
| kłaść „legen“    | kładę / kładłem „ich lege / ich legte“    | |
| gryźć „beißen“   | gryzę / gryzłem „ich beiße / ich biss“    | |
| znaleźć „finden“ | znajdę / znalazłem „ich finde / ich fand“ | |

#### L-Partizip
- Auch das Polnische besitzt die gemein-slawische Verbform, die mit dem Suffix 'l' gebildet wird.
- Ursprünglich war es ein freies Partizip, das nun jedoch nur noch zur Bildung des Präteritums, des Konditionals und wahlweise auch des Futurs benötigt wird.
- Das L-Partizip wird bei den meisten Verben derart gebildet, dass die Infinitiv-Endung weggelassen und stattdessen die gleichen Endungen wie im folgenden Beispiel bei robić angehängt werden:

|          | Singular | Plural |
| Maskulin | robił    | robili |
| Feminin  | robiła   | robiły |
| Neutrum  | robiło   | robiły |

- Eine ganze Reihe von Verben ist jedoch unregelmäßig:

| Verb | L-Partizipien                                             |
| --- | --------------------------------------------------------- |
| Bei vielen Verben, die im Infinitiv auf -eć enden, kann dieses e im L-Partizip als a auftreten: |                                                           |
| mieć „haben“ | miał, miała, miało; mieli, miały                          |
| umieć „können“ | umiał, umiała, umiało; umieli, umiały                     |
| musieć „müssen“ | musiał, musiała, musiało; musieli, musiały                |
| chcieć „wollen“ | chciał, chciała, chciało; chcieli, chciały                |
| widzieć „sehen“ | widział, widziała, widziało; widzieli, widziały           |
| wiedzieć „wissen“ | wiedział, wiedziała, wiedziało; wiedzieli, wiedziały      |
| Bei den Verben auf -ąć tritt der Vokal ę auf: |                                                           |
| kląć „fluchen“ | klął, klęła, klęło; klęli, klęły                          |
| kwitnąć „blühen“ | kwit(ną)ł, kwit(nę)ła, kwit(nę)ło; kwit(nę)li, kwit(nę)ły |
| płynąć „schwimmen“ | płynął, płynęła, płynęło; płynęli, płynęły                |
| ciąć „schneiden“; ciągnąć „(zu sich heran) ziehen“; dotknąć „anfassen“; kliknąć „[Computermaus:] klicken“ usunąć „entfernen“; wyjąć „herausnehmen“ wynająć „leihen“; wziąć „nehmen“ zacząć „anfangen“zamknąć „schließen“; zasnąć „einschlafen“; ściągnąć „[Steuern] einziehen“ | Ebenso                                                    |
| Das Verb nieść „tragen“ sowie seine Zusammensetzung przynieść zeigt Wechsel zwischen ó / o / e: |                                                           |
| nieść „tragen“ | niósł, niosła, niosło; nieśli, niosły                     |
| Einige Verben verlieren ein n: |                                                           |
| chudnąć „Gewicht verlieren“ | chudł, chudła, chudło; chudli, chudły                     |
| rosnąć „wachsen“ | rósł, rosła, rosło; rośli, rosły                          |
| pęknąć „zu Bruch gehen“ | pękł, pękła, pękło; pękli, pękły                          |
| Bei anderen Verben wird ein ursprüngliches g wieder sichtbar: |                                                           |
| biec „rennen“ | biegł, biegła, biegło; biegli, biegły                     |
| móc „können“ | mógł, mogła, mogło; mogli, mogły                          |
| wymóc „erzwingen“ | wymógł, wymogła, wymogło; wymogli, wymogły                |
| Die folgenden Verben sowie alle im Abschnitt Infinitiv aufgelisteten Ableitungen haben ein d vor den Endungen: |                                                           |
| iść „gehen“ | szeddł, szła, szło; szli, szły                            |
| jeść „essen“ | jadł, jadła, jadło; jedli, jadły                          |
| kłaść „legen“ | kładł, kładła, kładło; kładli, kładły                     |
| kraść „stehlen“ | kradł, kradła, kradło; kradli, kradły                     |
| Andere wechseln zwischen (a)z und (e)ź: |                                                           |
| gryźć „beißen“ | gryzł, gryzła, gryzło; gryźli, gryzły                     |
| znaleźć „finden“ | znalazł, znalazła, znalazło; znaleźli, znalazły           |

#### Andere infinite Formen
- Die Partizipien des Polnischen unterscheiden nur das Genus Verbi (Aktiv <> Passiv), nicht jedoch das Tempus.

Das Partizip Aktiv:
- Das Partizip Aktiv kommt in einer adjektivischen und einer adverbialen Form vor. Erstere wird wie ein Adjektiv dekliniert, Letztere entsteht einfach durch Weglassen jeglicher Endung.
- Beide werden aus der 3. Person Plural (Imperativ) gebildet:
jechać – niech jadą „fahren – [sie] sollen fahren“ > jadąc (adverbial) bzw. jadący, jadąca, jadące; jadący, jadące (adjektivisch);
być „sein“ > będąc.

Das Partizip Passiv:
- Das Partizip Passiv auf -ty oder -ony steht nur bei transitiven Verben, die das Passiv bilden können.
- Es wird wie ein Adjektiv konjugiert: bić „schlagen“ > bity, bita, bite; bici, bite; gryźć „beißen“ > gryziony, gryziona, gryzione; gryzieni, gryzione.

Die unpersönliche Vergangenheit:
- Die unpersönliche Vergangenheit entspricht dem Partizip Passiv mit der Endung -o:
bity > bito, gryziony > gryziono.

Das Verbalnomen:
- Das Verbalnomen entspricht dem Partizip Passiv mit der Endung -ie + Palatalisierung:
bity > bicie, gryziony > gryzienie.

### Aspekte

#### Funktion der Aspekte
Zusätzlich zum System der Konjugations-Muster Präsens, Präteritum und Futur unterscheidet das Polnische zwischen zwei Aspekten:
- Der imperfektive (unvollendete) Aspekt kennzeichnet eine Handlung als im Verlauf befindlich. Nur mit diesem Aspekt kann beschrieben werden, was in der Gegenwart passiert oder was jemand zu tun pflegt.
- Der perfektive (vollendete) Aspekt kennzeichnet eine Handlung als (ordnungsgemäß) abgeschlossen; der Abschluss kann entweder in der Vergangenheit erfolgt sein oder zu einem zukünftigen Zeitpunkt noch erfolgen.

#### Mögliche Aspektpaare
- Einige Verben erscheinen ausschließlich im imperfektiven Aspekt, weil sie von ihrer Grundbedeutung her keine abschließbare, zielgerichtete Handlung oder keinen zum Erliegen kommenden Vorgang ausdrücken können. Hierzu gehören: być „sein“, mieć „haben“, chodzić „(regelmäßig oder hin und her) gehen“ u. a.
- Die restlichen Verben erscheinen jeweils als Paar, wobei der eine Verbstamm des Paares den imperfektiven Aspekt ausdrückt, der andere Verbstamm desselben Paares den entsprechenden perfektiven Aspekt:
  - Beispielsweise werden die Verben robić und zrobić beide als „tun“ übersetzt, ihr Sinn ist jedoch nicht ganz identisch:

| Imperfektiv (unvollendet): | robić  | „dabei sein etwas zu tun“                          |
| Perfektiv (vollendet):     | zrobić | „etwas (zu Ende) getan haben, mit tun fertig sein“ |

- - Bei anderen Verben ist der Unterschied offensichtlicher:

| Imperfektiv (unvollendet): | jeść       | „essen“ (Nahrung vom Teller in den Mund führen)          |
| Perfektiv (vollendet):     | zjeść      | „aufessen“ (soviel gegessen haben, bis nichts übrig ist) |
| Imperfektiv (unvollendet): | czytać     | „lesen“ (egal wie viel)                                  |
| Perfektiv (vollendet):     | przeczytać | „durchlesen“ (von vorne bis hinten)                      |

#### Bildung des perfektiven Aspekts
- Die Verben, die den Perfektiven Aspekt ausdrücken, sind von ihren Gegenstücken mit imperfektiver Bedeutung nicht durch allgemeine Regeln herleitbar. Stattdessen müssen beide Verben eines Imperfektiv-Perfektiv-Paares gemeinsam gelernt werden.
- Man kann lediglich die Unterschiede zwischen den imperfektiven und perfektiven Stämmen systematisieren (zuerst steht das imperfektive, dann das perfektive Verb); es kommen auch bei ein und demselben Verb mehrere der folgenden Ableitungsarten gleichzeitig vor:
  - Viele perfektive Verben unterscheiden sich von ihren imperfektiven Partnern durch eine Vorsilbe: jeść <> zjeść „essen <> (alles auf)essen“, rozumieć <> zrozumieć „verstehen“, pisać <> napisać „schreiben <> (alles auf)schreiben“, pić <> wypić „trinken <> (aus)trinken“.
  - Einige Imperfektiva erscheinen in der perfektiven Version im Inneren verkürzt (zum Beispiel entfällt -wa-): dawać <> dać „geben“, kupować <> kupić „kaufen“, pomagać <> pomóc „helfen“.
  - Einige ändern Vokale (zum Beispiel imperfektiv -ać und perfektiv -ić): rzucać <> rzucić „werfen“, wracać <> wrócić „(auf dem Rückweg sein <> zurückgekehrt sein:) zurückkehren“.
  - Einige Verben zeigen in den zwei Aspekten Stämme unterschiedlicher Herkunft: oglądać <> obejrzeć „betrachten <> besichtigen“, brać <> wziąć „nehmen“, mówić <> powiedzieć „sprechen“, widzieć <> zobaczyć „sehen“ <> „schauen, erblicken“.

### Zeiten
Das Polnische kann die Zeiten „Gegenwart“, „Vergangenheit“ und „Zukunft“ ausdrücken. Zusammen mit den zwei Aspekten ergeben sich 5 Kombinationen:
- Mit den Verben des perfektiven Aspekts können Zukunft und Vergangenheit ausgedrückt werden:
  - Die (abgeschlossene) Zukunft durch Konjugation gemäß dem Präsensmuster: zrobi „er wird etwas (zu Ende) getan haben“
  - Die (abgeschlossene) Vergangenheit durch Konjugation gemäß dem Muster des Präteritums: zrobił „er hat etwas (zu Ende) getan“
- Mit den Verben des imperfektiven Aspekts kann zusätzlich auch die Gegenwart gebildet werden:
  - Die Gegenwart durch das Präsensmuster: robi „er tut gerade etwas“.
  - Die Zukunft wird durch das Hilfsverb być („sein“) gemäß dem Muster des Futurs gebildet.
  - Die Vergangenheit durch das Muster des Präteritums: robił „er war dabei, etwas zu tun“.

#### Präsens
Für Konjugation nach dem Muster des eigentlich Präsens (das bei perfektiven Verben die abgeschlossene Zukunft bezeichnet!) können die polnischen Verben nach ihren Endungen in 4 Hauptklassen eingeteilt werden; übrig bleiben einige unregelmäßige Verben.
Die Bildung von Konditional und Imperativ wird im Abschnitt Modi behandelt.
Verben der I. Konjugationsklasse (ę/esz) zeigen – je nach Stammauslaut – einige Besonderheiten, weshalb hier mehrere Beugungsmuster angegeben werden:
|                           | Singular           | Plural          |
| ------------------------- | ------------------ | --------------- |
| 1. Person: ich – wir      | (ja) piszę         | (my) piszemy    |
| 2. Person: du – ihr       | (ty) piszesz       | (wy) piszecie   |
| 3 Person: er/sie/es – sie | (on/ona/ono) pisze | (oni/one) piszą |

|                           | Singular            | Plural           |
| ------------------------- | ------------------- | ---------------- |
| 1. Person: ich – wir      | (ja) kupuję         | (my) kupujemy    |
| 2. Person: du – ihr       | (ty) kupujesz       | (wy) kupujecie   |
| 3 Person: er/sie/es – sie | (on/ona/ono) kupuje | (oni/one) kupują |

|                           | Singular             | Plural            |
| ------------------------- | -------------------- | ----------------- |
| 1. Person: ich – wir      | (ja) dostaję         | (my) dostajemy    |
| 2. Person: du – ihr       | (ty) dostajesz       | (wy) dostajecie   |
| 3 Person: er/sie/es – sie | (on/ona/ono) dostaje | (oni/one) dostają |

|                           | Singular          | Plural         |
| ------------------------- | ----------------- | -------------- |
| 1. Person: ich – wir      | (ja) myję         | (my) myjemy    |
| 2. Person: du – ihr       | (ty) myjesz       | (wy) myjecie   |
| 3 Person: er/sie/es – sie | (on/ona/ono) myje | (oni/one) myją |

- Viele Hilfsverben sind unregelmäßig, wie beispielsweise móc „können“. Dessen 3. Person Singular może bedeutet auch „vielleicht“; außerdem gibt es die unpersönliche Form można „man darf“.

|                           | Singular          | Plural         |
| ------------------------- | ----------------- | -------------- |
| 1. Person: ich – wir      | (ja) mogę         | (my) możemy    |
| 2. Person: du – ihr       | (ty) możesz       | (wy) możecie   |
| 3 Person: er/sie/es – sie | (on/ona/ono) może | (oni/one) mogą |

- brać als Beispiel für ein Verb mit stark abweichenden Präsensstämmen:

|                           | Singular            | Plural          |
| ------------------------- | ------------------- | --------------- |
| 1. Person: ich – wir      | (ja) biorę          | (my) bierzemy   |
| 2. Person: du – ihr       | (ty) bierzesz       | (wy) bierzecie  |
| 3 Person: er/sie/es – sie | (on/ona/ono) bierze | (oni/one) biorą |

- Der Stamm für die 1. Person Singular (ja) ist dabei identisch mit demjenigen für die 3. Person Plural (oni/one). Daher genügt es bei der Auflistung weiterer Verbtypen die ich- und die du-Form anzugeben:

| Infinitiv                                       | 1. Person Singular | 2. Person Singular         |
| ----------------------------------------------- | ------------------ | -------------------------- |
| iść „gehen“ jechać „fahren“ wyjść „herausgehen“ | idę jadę wyjdę     | idziesz jedziesz wyjdziesz |
| chcieć „wollen“                                 | chcę               | chcesz                     |
| czuć „fühlen“ szyć „nähen“                      | czuję szyję        | czujesz szyjesz            |
| bić „schlagen“ pić „trinken“                    | biję piję          | bijesz pijesz              |
| zamknąć „schließen“                             | zamknę             | zamkniesz                  |
| piec „backen“                                   | piekę              | pieczesz                   |
| wyjąć „herausnehmen“                            | wyjmę              | wyjmiesz                   |
| gryźć „beißen“ znaleźć „finden“                 | gryzę znajdę       | gryziesz znajdziesz        |

Verben der II. Klasse (ę/isz,ysz) haben je nach Auslautkonsonant verschiedene Endungen:
|                           | Singular          | Plural          |
| ------------------------- | ----------------- | --------------- |
| 1. Person: ich – wir      | (ja) robię        | (my) robimy     |
| 2. Person: du – ihr       | (ty) robisz       | (wy) robicie    |
| 3 Person: er/sie/es – sie | (on/ona/ono) robi | (oni/one) robią |

|                           | Singular          | Plural         |
| ------------------------- | ----------------- | -------------- |
| 1. Person: ich – wir      | (ja) leżę         | (my) leżymy    |
| 2. Person: du – ihr       | (ty) leżysz       | (wy) leżycie   |
| 3 Person: er/sie/es – sie | (on/ona/ono) leży | (oni/one) leżą |

|                           | Singular          | Plural          |
| ------------------------- | ----------------- | --------------- |
| 1. Person: ich – wir      | (ja) muszę        | (my) musimy     |
| 2. Person: du – ihr       | (ty) musisz       | (wy) musicie    |
| 3 Person: er/sie/es – sie | (on/ona/ono) musi | (oni/one) muszą |

|                           | Singular           | Plural          |
| ------------------------- | ------------------ | --------------- |
| 1. Person: ich – wir      | (ja) widzę         | (my) widzimy    |
| 2. Person: du – ihr       | (ty) widzisz       | (wy) widzicie   |
| 3 Person: er/sie/es – sie | (on/ona/ono) widzi | (oni/one) widzą |

- Außerdem: spać – śpię, śpisz „schlafen“, stać – stoję, stoisz „stehen“ u. a.

Verben der III. Konjugation (deren Infinitiv immer auf -ać ausgeht) sind meist regelmäßig:
|                           | Singular           | Plural            |
| ------------------------- | ------------------ | ----------------- |
| 1. Person: ich – wir      | (ja) czekam        | (my) czekamy      |
| 2. Person: du – ihr       | (ty) czekasz       | (wy) czekacie     |
| 3 Person: er/sie/es – sie | (on/ona/ono) czeka | (oni/one) czekają |

|                           | Singular        | Plural         |
| ------------------------- | --------------- | -------------- |
| 1. Person: ich – wir      | (ja) mam        | (my) mamy      |
| 2. Person: du – ihr       | (ty) masz       | (wy) macie     |
| 3 Person: er/sie/es – sie | (on/ona/ono) ma | (oni/one) mają |

|                           | Singular        | Plural          |
| ------------------------- | --------------- | --------------- |
| 1. Person: ich – wir      | (ja) dam        | (my) damy       |
| 2. Person: du – ihr       | (ty) dasz       | (wy) dacie      |
| 3 Person: er/sie/es – sie | (on/ona/ono) da | (oni/one) dadzą |

Verben der IV. Konjugation (em/esz) haben teilweise einen unregelmäßigen Infinitiv und/oder unregelmäßige 3. Person Plural:
|                           | Singular             | Plural              |
| ------------------------- | -------------------- | ------------------- |
| 1. Person: ich – wir      | (ja) rozumiem        | (my) rozumiemy      |
| 2. Person: du – ihr       | (ty) rozumiesz       | (wy) rozumiecie     |
| 3 Person: er/sie/es – sie | (on/ona/ono) rozumie | (oni/one) rozumieją |

|                           | Singular        | Plural          |
| ------------------------- | --------------- | --------------- |
| 1. Person: ich – wir      | (ja) jem        | (my) jemy       |
| 2. Person: du – ihr       | (ty) jesz       | (wy) jecie      |
| 3 Person: er/sie/es – sie | (on/ona/ono) je | (oni/one) jedzą |

|                           | Singular         | Plural           |
| ------------------------- | ---------------- | ---------------- |
| 1. Person: ich – wir      | (ja) wiem        | (my) wiemy       |
| 2. Person: du – ihr       | (ty) wiesz       | (wy) wiecie      |
| 3 Person: er/sie/es – sie | (on/ona/ono) wie | (oni/one) wiedzą |

- być „sein“ ist ganz unregelmäßig. Die kursivgedruckten Endungen werden für die Bildung des Präteritums und Konditionals verwendet:

|                           | Singular          | Plural         |
| ------------------------- | ----------------- | -------------- |
| 1. Person: ich – wir      | (ja) jestem       | (my) jesteśmy  |
| 2. Person: du – ihr       | (ty) jesteś       | (wy) jesteście |
| 3 Person: er/sie/es – sie | (on/ona/ono) jest | (oni/one) są   |

#### Futur
- Das Futur-Schema kann nur auf Verben des imperfektiven Aspekts angewendet werden. (Denn konjugiert man Verben des perfektiven Aspekts nach dem Präsensmuster, entsteht automatisch eine „zukünftige“ Bedeutung.)
- Das Verb być „sein“ hat sein ursprüngliches Futurmuster bewahrt.

| Konjugation von być im Futur: | Konjugation von być im Futur: | Konjugation von być im Futur: |
|                               | Singular                      | Plural                        |
| ----------------------------- | ----------------------------- | ----------------------------- |
| 1. Person                     | będę „ich werde sein“         | będziemy „wir werden sein“    |
| 2. Person                     | będziesz                      | będziecie                     |
| 3. Person                     | będzie                        | będą                          |

- Das Futur der übrigen Verben ist zusammengesetzt aus ebendiesen Futurformen plus dem Infinitiv, oder wahlweise auch dem L-Partizip des Vollverbs; Erstere Bildungsweise ist einfacher zu bilden, Letztere allerdings häufiger anzutreffen.
- Das Futur-Hilfsverb ist das ursprüngliche Futur des Verbs być „sein“, das diese Zeitform als einziges Verb – allein für diesen Kontext – bewahrt hat.
- Das (imperfektive) Futur von robić „tun“:

| będę      | robić | Alternative: | będę      | robił  | „ich werde tun“ (sagt ein Mann)                 |
| będę      | robić | Alternative: | będę      | robiła | „ich werde tun“ (sagt eine Frau)                |
| będziesz  | robić | Alternative: | będziesz  | robił  | „du wirst tun“ (zu einem Mann gesagt)           |
| będziesz  | robić | Alternative: | będziesz  | robiła | „du wirst tun“ (zu einer Frau gesagt)           |
| będzie    | robić | Alternative: | będzie    | robił  | „er wird tun“                                   |
| będzie    | robić | Alternative: | będzie    | robiła | „sie wird tun“                                  |
| będzie    | robić | Alternative: | będzie    | robiło | „es wird tun“                                   |
| będziemy  | robić | Alternative: | będziemy  | robili | „wir werden tun“                                |
| będziemy  | robić | Alternative: | będziemy  | robiły | „wir werden tun“ (sagt eine Gruppe ohne Männer) |
| będziecie | robić | Alternative: | będziecie | robili | „ihr werdet tun“                                |
| będziecie | robić | Alternative: | będziecie | robiły | „ihr werdet tun“ (zu einer Gruppe ohne Männer)  |
| będą      | robić | Alternative: | będą      | robili | „sie werden tun“                                |
| będą      | robić | Alternative: | będą      | robiły | „sie werden tun“ (eine Gruppe ohne Männer)      |

#### Präteritum
- Das Präteritum wird durch das L-Partizip gebildet. An diese Verbform tritt das konjugierte Verb być „sein“ heran, bei welchem jedoch nun die erste Silbe und meist auch das nachfolgende e wegfällt:

|                      | Singular                             | Plural                       |
| -------------------- | ------------------------------------ | ---------------------------- |
| 1. Person: ich – wir | (ja) robiłem / robiłam               | (my) robiliśmy / robiłyśmy   |
| 2. Person: du – ihr  | (ty) robiłeś / robiłaś               | (wy) robiliście / robiłyście |
| 3 Person: er sie es  | (on) robił (ona) robiła (ono) robiło | (oni) robili (one) robiły    |

- Diese Endungen sind für alle Verben gleich. Zu beachten ist jedoch, dass das L-Partizip bei einigen Verben unregelmäßig ist.
- iść „gehen“ soll als Beispiel für die Präteritum-Konjugation eines Verbs mit unregelmäßigen L-Partizip dienen:

Konjugation von iść im Präteritum:
|                      | Singular                                | Plural                   |
| -------------------- | --------------------------------------- | ------------------------ |
| 1. Person: ich – wir | (ja) szedłem / szłam                    | (my) szliśmy / szłyśmy   |
| 2. Person: du – ihr  | (ty) szedłeś / szłaś                    | (wy) szliście / szłyście |
| 3 Person: er sie es  | (on) szedł [ʃɛdu] (ona) szła (ono) szło | (oni) szli (one) szły    |

### Modi
- Das Polnische kennt für Verben beider Aspekte folgende Modi:
  - Indikativ (Aussageform): Dies ist der bei weitem häufigste Modus. Er kommt in allen drei Konjugationsmustern vor und wird verwendet, wenn Konditional und Imperativ unangebracht sind.
  - Der Konditional (Möglichkeitsform): Etwa vergleichbar mit der deutschen „würde“-Form.
  - Der Imperativ (Befehlsform): Dieser Modus kommt nur für die Personen „du“, „wir“ und „ihr“ vor.

#### Der Indikativ
Wie man Verben im Indikativ konjugiert, wird im Abschnitt Zeiten beschrieben.

#### Der Konditional
- Die einzige Möglichkeitsform des Polnischen wird ganz ähnlich wie das Präteritum gebildet, wobei zwischen L-Partizip und Personal-Endung noch die Partikel by eingeschoben wird.
- Demnach wird also auch im Konditional das Verb an das Geschlecht des Subjekts angeglichen.
- Insofern sich der Konditional vom Präteritum ableiten lässt, ist er für alle Verben regelmäßig.

| Person    | Singular                     | Plural                      |
| --------- | ---------------------------- | --------------------------- |
| 1. Person | jechałbym jechałabym         | jechalibyśmy jechałybyśmy   |
| 2. Person | jechałbyś jechałabyś         | jechalibyście jechałybyście |
| 3. Person | jechałby jechałaby jechałoby | jechaliby jechałyby         |

- by und Personenendung können sich allerdings auch vom Verb trennen und evtl. an eine Konjunktion anhängen: zaraz byś poszla; prosili, żebym przyszedł.

#### Der Imperativ
Der Imperativ kommt zum einen für die 2. Person (du/ihr) und die 1. Person Plural (wir) vor, zum anderen für die 3. Person Singular (er/sie/es) und Plural (sie).
Erstere Formen werden folgendermaßen gebildet:
- Verben der I. Konjugation (ę/esz) nehmen von der 2. Person Singular Präsens Indikativ die Endung -esz – unter Beachtung einer eventuell veränderten Schreibweise von Palatalen – weg: nieść: niesiesz > nieś! „bring!“, jechać: jedziesz > jedź! „fahr!“.
- Verben der übrigen Konjugationsklassen nehmen die 3. Person Plural Präsens Indikativ als Ausgangsform: leżeć: leżą > leż! „lieg!“, powiedzieć: powiedzą > powiedz! „rede!“.
- Verben, die auf mehrere Konsonanten enden, fügen -yj bzw. -ij hinzu: rwać: rwę > rwij! „zerreiße!“.
- Verben auf -bi-/-pi-/-wi- verlieren das i: mówić: mówię > mów! „sprich!“. Dabei kann o zu ó werden: robić > rób! „mach!“, stać > stój! „steh!“.
- Einige Imperative sind unregelmäßig: być > bądź! „sei!“.
- Die wir- und ihr-Form fügen die Suffixe -my bzw. -cie an: iść: idź!, idźmy!, idźcie! „gehen: geh!, gehen wir! / lasst uns gehen!, geht!“.

Die Formen der 3. Person hingegen werden einfach vom Präsens Indikativ hergeleitet:
- Hierfür wird der 3. Person Singular bzw. Plural niech vorangestellt: mówić: niech mówi, niech mówią „sprechen: er möge sprechen!, sie mögen sprechen!“.
- być „sein“ bildet diese Formen vom Futurstamm aus: niech będzie, niech będą „er soll sein, sie sollen sein“.

## Syntax
Dieses Kapitel beschreibt, wie Wörter des Polnischen zu Sätzen angeordnet werden, in welcher Reihenfolge sie stehen und wie sie flektiert werden müssen.
Zum L-Partizip:
- Die Endungen der 1. und 2. Person des Präteritums können sich vom L-Partizip lösen und an satzeinleitende Konjunktionen, Personal- und Interrogativpronomen oder Adverbien anhängen:
co mu powiedzieliście? = coście mu powiedzieli? „was habt ihr ihm gesagt?“
- nic mu nie mówiliśmy = myśmy mu nic nie mówili „wir haben ihm nichts gesagt“.
- Auch das Konditionalsuffix samt Personenendung kann sich lösen.

Kongruenz:
- Subjekt und Prädikat stimmen in Person und Numerus überein, im Präteritum und Konditional ist sogar eine Genus-Gleichheit erforderlich: [stara kobieta] przyszła „[eine alte Frau] ist gekommen“ (weiblich) <> [stary mężczyzna] przyszedł „ein alter Mann ist gekommen“ (männlich).
- Die Reihenfolge der Hauptsatzglieder ist ziemlich frei:
  - Die unmarkierte Wortstellung ist Subjekt-Prädikat-Objekt: koń pije wodę „das Pferd trinkt Wasser“, je nach Kontext wären hier aber auch alle möglichen Permutationen möglich.
  - In neutralem Kontext und bei normaler Satzintonation wird die Nominalphrase vor dem Verb als Subjekt, diejenige hinter dem Verb als Objekt interpretiert.
  - Für die unbetonten Personalpronomen (z. B. go „ihn“) gelten eingeschränktere Regeln.

Wortreihenfolge:
Als Beispiel für kontextbedingte Permutationen der Wortstellung dient im folgenden der Kernsatz Jan jest nauczycielem:
- Neutral: Jan jest nauczycielem „Johann ist Lehrer“.
- Gegenüberstellung mit einem anderen Subjekt: nauczycielem jest Jan a nie Piotr „JOHANN ist Lehrer, nicht (jedoch) Peter“.
- Gegenüberstellung mit anderem Prädikatsnomen: Jan nauczycielem jest a nie studentem „Johann ist LEHRER, (aber) kein Student“.
- Auch das Verb kann am Satzanfang stehen, was im deutschen Aussagesatz nur teilweise möglich ist:
  Przyszła kobieta do lekarza „kommt eine Frau zum Arzt“; byli/żyli sobie dziad i baba „es waren/lebten einmal ein alter Mann und eine alte Frau“.

Pronomenbindung:
- Das Subjekt über dem Objekt: Sąsiad Janai powiedzał mui że … „Johannsi Nachbar hat ihmi (d. i. dem Johann) gesagt, dass …“

„Siezen“:
- Statt des deutschen Höflichkeitspronomens „Sie“ verwendet man im Polnischen die Wörter pan „Herr“, pani „Frau“ usw., wie sie im Abschnitt Substantive aufgeführt sind: gdzie pan pracuje? „wo arbeiten Sie?“ (zu einem Mann gesagt), gdzie pani pracuje? „wo arbeiten Sie?“ (zu einer Frau gesagt) usw.

Das Reflexivpronomen:
- Das polnische Reflexivpronomen się / sobie „sich“ sowie das reflexive Possessivpronomen swój können sich auf jedes beliebige Subjekt beziehen:
(ja) czytam swoją książkę (wörtlich etwa: 'ich lese [das] eigene Buch') „ich lese mein Buch“;
(ja) widzę się w lustrze „ich sehe mich im Spiegel“.
- Das Reflexivpronomen steht auch bei reflexiven Verben in jeder Person: (ja) uczę się polskiego (wörtlich etwa: 'ich lehre sich [d. i. mich] Polnisch') „ich lerne Polnisch“, (ty) uczysz się polskiego „du lernst Polnisch“ usw.
- Mitunter wird es auch mit einigen nicht-reflexiven Verben gebraucht, was dann einer Passiv-Konstruktion entspricht: jak zapala się światło? „wie geht (= schaltet man) das Licht an?“

### Satzarten
In allen Satzarten und auch zwischen Sätzen kommen beiordnende Konjunktionen vor:
i „und [gleichzeitig]“, a „und [während jedoch]“, albo „oder“, ale „aber“…
Zusammenhängend: zarówno … jak i/też = nie tylko … lecz także „sowohl … als auch“, nie + ani … ani „weder … noch“.

#### Aussagesätze
Ein Aussagesatz wird im Wesentlichen wie im Deutschen formuliert – mit einem Verb im Indikativ – auch wenn die Reihenfolge der Wörter unterschiedlich sein kann.

#### Aufforderungen
Aufforderungen können auf verschiedene Arten gebildet werden:
- Mit dem Infinitiv: Proszę zaplombować, nie wyrywać „bitte plombieren, nicht ziehen“, proszę mi to napisać „schreiben Sie es bitte auf“, proszę o rachunek „die Rechnung bitte“…
- Als Frage: czy może pan/pani mi to napisać? „können Sie mir das aufschreiben?“…
- Mit einem Verb im Imperativ: mów mi gdzie są kwiaty „sag mir, wo die Blumen sind“ (Titel eines Lieds von M. Dietrich), nie mówcie mi że umiem, bo ja wiem lepiej! „sagt mir nicht, dass ich es kann, denn ich weiß es besser“, zostawmy wszystko, niech mówi serce „lasst uns alles hinter uns lassen, das Herz soll sagen…“ (aus einem Lied von DKA)…

#### Fragesätze
- Fragen nach einem Satzteil werden mit einem Interrogativpronomen (Fragefürwort) gebildet:
  - Die Phrase mit einem Interrogativpronomen steht am Satzanfang: [o kim] Jan czytał opowiadanie ___? „über wen hat Johann eine Geschichte gelesen?“; Co Jan chce ___ szybko zjeść? „was will Johann schnell essen?“; Czyją czyta Anna ___ książkę? „wessen Buch liest Anna?“; którą książkę skatagalowałeś? „welches Buch hast du katalogisiert?“.
  - Mit Indikativ-Sätzen (mit że ohne by) ist solch eine Voranstellung nicht möglich: Gdzie Anna chce żeby Jan poszedł jutro ___? „Wohin will Anna, dass Johann morgen geht?“ <> Co Anna wie że Jan je ___ zachłannie? „Was weiß Anna, dass Johann isst?“.
- Entscheidungsfragen (ja/nein-Fragen) werden wie ein Aussagesatz gebildet, dem aber ein czy vorangestellt wird. Am Satzanfang bleibt czy in diesem Fall unübersetzt, im Satzinnern wird es als „oder“ übersetzt: czy to jest jasne? „ist das klar?“, czy to jest miłość czy zauroczenie? „ist das Liebe oder Begeisterung?“, czy można tu fotografować? „darf man hier fotografieren?“.

#### Nebensätze
- Die Satzstellung verändert sich in Nebensätzen nicht zwingend, wie es im Deutschen der Fall ist.
- Unterordnende Konjunktionen sind: że „dass“, choć „zumindest, obgleich, obwohl“, żeby / aby „damit, auf dass“, jeśli „falls“ usw.
- czy am Anfang eines Nebensatzes wird als „ob“ übersetzt; im Satzinnern bedeutet es „oder“: nie wiem, czy to jest normalne czy nie „ich weiß nicht, ob das normal ist oder nicht“.

#### Relativsätze
- Als Relativpronomen dient który: Książki które Jan czyta i recenzuje „Bücher, die Johann liest und rezensiert“.
- Relativpronomen und Spur müssen bei Akkusativ und Genitiv der Negation nicht übereinstimmen:
Koleżanka której Anna nie zaprosiła ___ ale Piotr przyprowadził ___ „Die Kollegin, die Anna [zwar] nicht eingeladen, aber Peter [mit] nach Hause gebracht hat“.
Hier verlangt nie zaprosiła „[sie] hat nicht eingeladen“ den Genitiv (weil es verneint ist), aber das unverneinte przyprowadził „er hat gebracht“ fordert den Akkusativ. Das Relativpronomen ist in diesem Fall zu Ersterem (d. i. Genitiv Singular) kongruent.

### Verwendung der Kasus
Polnische Nominalphrasen bestehen aus mindestens einem Substantiv, zu welchem sich noch Attribute hinzugesellen können:
- dom „(das/ein) Haus“: Ein einzelnes Substantiv kann im Polnischen eine vollständige Nominalphrase bilden, da es keine Artikel gibt.
- ten dom „dieses Haus“, czyj dom? „wessen Haus?“: Das Substantiv kann durch ein vorangestelltes Pronomen erweitert werden; beide müssen kongruent sein.
- duży dom „ein großes Haus, das große Haus“: Adjektive müssen ebenfalls mit dem Substantiv kongruent sein.
- dom Ewy „Evas Haus“: Genitivattribute werden nachgestellt.
- dom, w którym mieszkasz z żoną „das Haus, in welchem du mit [deiner] Frau lebst“: Auch Relativsätze folgen dem Substantiv.

Substantive, die zugehörigen Adjektive und adjektivischen Pronomen stehen jeweils alle im selben Kasus und Numerus. Es folgt eine Beschreibung über die wichtigsten Einsatzmöglichkeiten der polnischen Fälle:
Der Nominativ ist der Kasus des Subjekts.
- Ja jem „ich esse“ (Subjekt zu jeść „essen“).
- On jest lekarzem „er ist Arzt“ (Subjekt zu być „sein“).
- Ona jest zdrowa „sie ist gesund“ (Subjekt und Prädikatsadjektiv von być „sein“).
- To (jest) mój dom „das ist mein Haus“ (Prädikatsnomen bei to als Subjekt von być „sein“).
- Jan złamał gałąź „Johann hat einen Zweig [ab]gebrochen“ (das Subjekt ist Agens).
- Jan złamał nogę „Johann hat [sich] das Bein gebrochen“ (das Subjekt ist Experiencer).
- Kamień spadł mi z serca „Mir fiel ein Stein vom Herzen“ (Redewendung).
- Der Nominativ Singular steht nach der Zahl jeden „1“, der Nominativ Plural nach den Zahlen 22/23/24, 32/33/34 usw.: Trzej Królowie „die heiligen drei Könige“, dwadzieścia dwa miasta „22 Städte“ (Nominativ Plural).
- Der Nominativ ersetzt häufig den maskulinen Vokativ; so wäre Letzterer nach cześć „hallo“ eher unangebracht.
- „ich selbst“ als Subjekt heißt ja sam.

Der Genitiv steht als Partitiv, Possessiv (Angabe des Besitzers), Objekt oder negativer Akkusativ.
- Partitive Verwendung: on pije dużo wina (er trinkt viel [vom] Wein): „er trinkt viel Wein“.
- Der Besitzer einer Sache steht im Genitiv. Die Personal- und Interrogativpronomen verlangen hier jedoch ein besonderes Adjektiv: mój dom „mein Haus“, moja żona „meine Frau“; czyj dom? „wessen Haus?“, czyja żona? „wessen Ehefrau?“; czyja to córka? „wessen Tochter [ist] das?“; to jest moja a to jest twoja „es ist meine und das ist deine“.
- Verben mit einem Genitivsubjekt: szukać „suchen“, słuchać „(an)hören“.
- Ist das Satzprädikat verneint, werden Akkusativobjekte in den Genitiv gesetzt: Nie widzę nikogo „ich sehe niemanden“.
- Der Genitiv steht auch bei nie ma „ist nicht anwesend/da“: dlaczego tu nie ma Pawła? „Warum ist Paul nicht hier?“.
- Der Genitiv steht nach folgenden Präpositionen: dla „für [eine Person]“; do „zu nach“; u „bei“; od „von, seit, ab“; z „aus [Material, Ursache, Herkunft]“: z południa na północ „von Süd nach Nord“, z głodu „vor Hunger“, stół z drewna „Holztisch“; za: za młodu „in jungen Jahren“.
(z steht in anderer Bedeutung auch mit Instrumental, za auch mit anderen Kasus!)
- Der Genitiv Plural steht nach den Zahlen 5 bis 21, 25 bis 31, 35 bis 41 usw.: mieć 20 metrów wysokości „5 Meter hoch/groß sein“, maszerować pięć kilometrów „5 Kilometer weit marschieren“.

Der Dativ steht:
- als indirektes Objekt neben einem Akkusativobjekt: daj mi książkę! „gib mir ein Buch!“.
- als einziges Objekt: pomagajcie mi w tym! „helft mir dabei!“.
- nach der Präposition ku: ku morze „in Richtung Meer“, ku niebu „himmelwärts“, ku zachodowi „gen Westen“, ku pamięci bohaterów „zum Gedenken an die Helden“, ku mojemu zdziwieniu „zu meiner Verwunderung“.

Der Akkusativ steht:
- als direktes Objekt in unverneinten Sätzen.
- als Angabe der räumlichen oder zeitlichen Ausdehnung: (z) godzinę „(ungefähr) eine Stunde [lang]“.
- nach den Präpositionen na, za, o: iść na spacer „spazieren gehen“, iść na koncert „ins Konzert gehen“ (zu einer Veranstaltung), na długo „für lange Zeit“, na śniadanie „zum Frühstück“;
za miasto (wörtlich: 'hinter die Stadt') „aus der Stadt hinaus, ins Grüne“, za dwie godziny „in zwei Stunden (von jetzt ab)“, za wszelką cenę „um jeden Preis“, jeden za wszystkich „einer für alle“, służyć za przykład „als Beispiel dienen“;
wyższy o głowę „um einen Kopf größer“ (Zuwachs), pytać o coś „nach etwas fragen“.
(na und o können in anderer Bedeutung auch mit Lokativ stehen, za steht auch mit Genitiv oder Instrumental!)

Der Instrumental steht zur Angabe des Mittels/Handlungsinstruments.
- Bawię się lalką „ich spiele mit einer Puppe“ (ohne Präposition als Spielzeug) <> bawię się z psem „ich spiele mit einem Hund“ (mit der Präposition z als Partner).
- Jadę pociagiem do Warszawy „ich fahre mit dem Zug nach Warschau“. (Verkehrsmittel)
- Das Prädikatsnomen und alle seine Attribute stehen beim Verb być „sein“ im Instrumental, wenn das Subjekt nicht to „das“ lautet: On jest (dobrym lekarzem) „er ist ein (guter) Arzt“ <> To jest dobry lekarz „das ist ein guter Arzt“.
- Der Instrumental steht nach den Präpositionen z und za: z całą rodziną „mit der ganzen Familie“, z powodzeniem „mit Erfolg“, dzbanek z wodą „ein Krug mit Wasser“, z trudnością „unter Schwierigkeiten“;
za drzewem „hinter dem Baum“, za miastem „außerhalb der Stadt“, za każdym razem „jedes Mal“, za radą koleżanki „nach dem Ratschlag der Kollegin“, za żadne skarby świata „um keinen Preis“.
(z steht in anderer Bedeutung auch mit Genitiv, za auch mit anderen Kasus!)

Der Lokativ steht nicht allein.
- Er folgt immer einer der Präpositionen w bzw. we nach w + weichem Konsonanten, o und na: mieszkam w Warszawie „ich wohne in Warschau“, w domu „zuhause“ (Ort), we wrześniu „im September“, w dzień „tagsüber“ (Zeit), w dobrym nastroju „gutgelaunt“, w biegu „in Eile“ (Umstände);
mówię o starych czasach „ich spreche über alte Zeiten“ (Thema), myśleć o kimś „an jemanden denken“, o własnych siłach „aus eigener Kraft“, o dużych wymaganiach „mit hohen Ansprüchen“ (Eigenschaft);
na ulicy „auf der Straße“, na koniu „auf dem Pferd“, na koncercie „im Konzert“ (Veranstaltung), na niebie „am Himmel“, w niebie „im Himmel (im religiösen Sinn)“.
(o und na können in anderer Bedeutung auch mit Akkusativ stehen!)

Der Vokativ dient zur direkten Anrede; im Plural ist er stets mit dem Nominativ identisch. Er steht besonders in der höflichen Anrede.
- Dzień dobry, Panie Janie / Panie Inżynierze! „Guten Tag, Herr Jan / Herr Ingenieur!“.
- Bei solchen Berufsbezeichnungen, die keine weibliche Form haben, wird die maskuline Form unflektiert verwendet: Dzień dobry, Pani Profesor! „Guten Tag, Frau Professorin!“.

### Verneinung
- Ein Satz wird verneint, indem man nie vor das konjugierte Verb stellt: nie wiem „[ich] weiß nicht“.
- nie ist auch zusammen mit Negativpronomen nötig:
  - tego nikt nie wie „niemand weiß das“, nikogo nie ma w domu „niemand ist zuhause“.
  - nic nie widzę „ich sehe nichts“.
  - nigdy nie był w tym mieście „er war niemals/nie in dieser Stadt“.
  - nie możemy się nigdzie ukryć „wir können uns nirgendwo/nirgends verstecken“.
  - Auch zwei Negativpronomen sind möglich: nikt nic nie mówi (wörtlich: 'niemand sagt etwas') „niemand spricht“.
- „nicht mehr“ wird durch nie już ausgedrückt: nie mam już czasu „ich habe keine Zeit mehr“.

- Bei Adjektiven wird die Verneinung als Affix vorangestellt:
czysty „pur, klar, sauber“ <> nieczysty „unsauber, schmutzig“.

- „Ohne zu“ wird durch verneintes, adverbiales Partizip Aktiv ausgedrückt:
skatalogowałem tę książkę [nie czytając jej] „ich habe dieses Buch katalogisiert, [ohne es zu lesen]“.

## Derivation und Wortzusammensetzung
Allgemeines hierzu unter Derivation

### Adverbien
Adverbien können auf folgende Arten aus Adjektiven oder Ordnungszahlen abgeleitet werden:
- Mit der Endung -o (meist nach weichem oder historisch weichem Konsonant) bzw. -e nach Konsonantenerweichung (meist nach hartem Konsonant): mały > mało, tani > tanio; dobry > dobrze, zły > źle, wysoki > wysoko/wysoce, smutny > smutno/smutnie.
- po + -(em)u: po polsku „(auf) polnisch“, po staremu „nach alter Weise“.
- po + -e bei Zahlen: po pierwsze „erstens“.
- z + -a, na/za + -o: z daleka „von weitem“, na prawo „rechts“, za zimno „zu kalt“.
- bardzo „sehr“ ist inhärent ein Adverb.

Durch Beugung in bestimmten Kasus können auch aus Substantiven Adverbien gemacht werden:
- Akkusativ: wprzód / w przód „vorher“, godzinę „eine Stunde lang“.
- Instrumental: czas > czasem „manchmal“.

Zu beachten ist, dass die Adjektive duży „groß“ und mały „klein“ in Adverbien umgewandelt die Bedeutung dużo „viel“ bzw. mało „wenig“ bekommen.
Auch Adverbien können gesteigert werden:
- Wie bei Adjektiven geschieht dies entweder durch Anhängen eines Suffixes, oder durch Voranstellen von bardziej bzw. najbardziej.
- Adverbien haben das besondere Steigerungssuffix -(i)ej-:
  - Es verlangt einen palatalisierten Konsonanten: zimno > zimniej „kalt“, prosto > prościej „einfach“, bardzo > [coraz] bardziej „[immer] mehr“.
  - Wie beim Adjektiv entfallen die Endungen -k, -ek, -ok: daleko > dalej „weit“.
  - Auch werden einige Adverbien unregelmäßig gesteigert:
dobrze > lepiej „gut“, dużo > więciej „viel“, mało > mniej „wenig“, źle > gorzej „schlecht“, lekko > lżej „leicht, gelassen“.

### Komposita
Im Polnischen werden Komposita wie „Tomatensuppe“ oder „Urlaubsgeld“ seltener gebildet als etwa im Deutschen. Dementsprechende Konstruktionen werden z. B. realisiert
- Durch ein Adjektiv, wie etwa:
  - złota rybka (wörtlich: 'goldenes Fischchen') „Goldfisch“.
- Durch ein abgeleitetes Adjektiv auf -owy, wie beispielsweise:
  - Aus pomidor „Tomate“ entsteht abgeleitet pomidorowy „Tomaten-“: zupa pomidorowa „Tomatensuppe“.
- Mithilfe einer Präposition, wie zum Beispiel:
  - Aus pianka „Schaum“ und golenie „Rasur“ wird pianka do golenia (wörtlich: 'Schaum zur Rasur') „Rasierschaum“.
  - Aus pieniądze „Geld“ und wakacje „Ferien“ wird pieniądze na wakacje „für die Ferien gespartes Geld, Urlaubsgeld“, kosz na śmieci (wörtlich: 'Eimer für Müll') „Mülleimer“.
  - Aus pamiątka „Souvenir“ und podróż „Reise“ wird pamiątka z podróży „Reiseandenken“.
- Durch ein nachgestelltes Substantiv im Genitiv, wie beispielsweise:
  - bar szybkiej obsługi (wörtlich: 'Imbissstube der schnellen Bedienung') „Schnellimbiss“.
  - komendant policji (wörtlich: 'Präsident der Polizei') „Polizeipräsident“.

### Weibliche Formen
Die weibliche Form männlicher Personenbezeichnungen wird oft durch -ka abgeleitet:
| Maskulin   | Feminin      | Bedeutung              |
| ---------- | ------------ | ---------------------- |
| nauczyciel | nauczycielka | „Lehrer – Lehrerin“    |
| Niemiec    | Niemka       | „Deutscher – Deutsche“ |
| Polak      | Polka        | „Pole – Polin“         |

### Diminutiv
Das Diminutiv ist die Verkleinerungs- oder Verniedlichungsform, im Deutschen meist durch '-chen' oder '-lein' ausgedrückt.
- Die Bedeutung polnischer Diminutive stimmt nicht immer mit einer wörtlich übersetzten deutschen überein. Für manche Begriffe gibt es mehrere Wörter mit und ohne Diminutivsuffix, deren Bedeutungen aber nicht ganz gleich sind: wuj / wujek „Onkel“, żaba / żabka „Frosch“, dziewczyna / dziewczynka „Mädchen“. Auch matka „Mutter“ trägt ein Diminutivsuffix, aber die zugrundeliegende Form gibt es nicht mehr.
- Das polnische Diminutivsuffix ist -(e)k, -ka, es kann aber auch in anderer Gestalt auftreten:
ryby „Fisch“ > rybka „Fischlein“, parasol „Regenschirm“ > parasolka „[kleiner] Schirm, Knirps“, koszula „Hemd“ > koszulka „T-Shirt, Sporttrikot, Hemdchen“; kurczak „Hühnchen“, wieża „Turm“ > wieżyczka „Türmchen“, hak „Haken“ > haczyk „Häkchen“ …

### Weitere Affixe
- -ość und -źń (feminines Substantiv): elastyczny „elastisch“ > elastyczność „Elastizität“, miłować „lieben“ > miłość „Liebe“; bojaźń „Angst, Befürchtung“, jaźń „Ich“, przyjaźń „Freundschaft“…
- -nik (maskulines Substantiv): parasol „Regenschirm“ > parasolnik „Schirmständer“, robotnik „Arbeiter“, jabłko „Apfel“ > jabłecznik „Apfelwein“, przyroda „Natur“, przyrodnik „Naturforscher“…
- -iwy (Adjektiv): bojaźliwy „ängstlich, furchtsam“
- nie- ist verneinend: (nie)ekonomiczny „(un)wirtschaftlich“; zachęcać „ermuntern“ ↔ zniechęcać „entmutigen“; oczyszczać „reinigen“ ↔ zanieczyszczać „verunreinigen“; nieprzyjaźń „Feindschaft“…

## Projekt einer phonetischen Schreibweise
In den 1920er Jahren arbeiteten die sowjetischen Kulturbehörden am Projekt einer phonetischen Schreibweise des Polnischen, sie sollte für die ca. 1,2 Millionen Sowjetbürger, die ethnische Polen waren, verpflichtend sein. Federführend war die Polen-Abteilung der Akademie der Wissenschaften der Belarussischen SSR. Begründung wurde das Projekt mit der Notwendigkeit, die Schreibweise für das Proletariat zu vereinfachen. Wie bei der Sprachreform des Russischen sollten einzelne Buchstaben fortfallen, z. B. sollte rz durch ż ersetzt werden, ch durch h und ó durch u. Das Projekt wurde in Broschüren in neuer Schreibweise propagiert, ein Artikel über einen Streit in der Kulturszene bekam die Überschrift: "Nuż w bżuhu" anstatt "Nóż w brzuchu" (Ein Messer im Bauch). Mitte der 1930er Jahre wurde das Projekt eingestellt.